# Глобално загревање
Глобално загревање је антропогена климатска промена и феномен дуготрајног постепеног повећања просечне температуре ваздуха на Земљи узрокован људским делатностима. Феномен брже мења климу од свих познатих претходних климатских промена у историји планете. Главни узрок је емисија гасова стаклене баште, већином угљен-диоксида ({\displaystyle {\ce {CO2}}}) и метана, који настају сагоревањем фосилних горива у енергетске сврхе. Остали извори емисије су: пољопривреда, производња челика и цемента те крчење шума. Порасту температуре доприноси и губитак снежног покривача који одбија сунчеву светлост и емисија угљен-диоксида из шума погођених сушама. Све то убрзава процес затопљења.
Температуре су на тлу порасле двоструко брже од глобалног просека. Пустиње се проширују, а све су учесталији топлотни таласи и шумски пожари. Повећано загревање на Арктику допринело је отапању пермафроста и морског леда те повлачењу ледника. Повећане температуре узрокују и снажније олује и друге временске екстреме. Због промена животне средине, многе врсте су приморане да се преселе из својих станишта — коралних гребена, планина, Арктика и других сличних места — док другима прети опасност од изумирања. Људима прете несташица хране и воде, снажније и чешће поплаве, екстремне врућине, болести и економски губици. Глобално загревање може подстаћи и сеобу становништва. Светска здравствена организација (СЗО) сматра феномен као највећу претњу глобалном здрављу у 21. веку. Чак и ако људи успеју ублажити будуће загревање, поједине последице — попут пораста нивоа мора, загревања и закисељења океана — потрајаће вековима.
Већ су приметне многе последице садашњег нивоа загревања, који је отприлике 1,2 °C. Међувладин панел о климатским променама (МПКП) предвиђа веће последице када тај број пређе 1,5 °C. Додатно загревање повећава ризик од прекорачења климатских прекретница, од којих је једна отапање Гренландске ледене плоче. Решење проблема обухвата предузимање одређених мера којима би се ограничила количина загревања те прилагодило садашњим и предстојећим климатским променама. Даљње загревање се може ублажити смањењем емисије стакленичких гасова и њиховим уклањањем из атмосфере. Биће потребно прећи с угља на енергију ветра и сунца те повећати енергетску делотворност. Емисије ће се додатно смањити преласком на електрична возила и топлотне пумпе. Предупређивање крчења шума и пошумљавање могу помоћи апсорпцији {\displaystyle {\ce {CO2}}}.
Протоколом из Кјота 1997. земље потписнице су се обавезале да ће смањити емисију стакленичких гасова. Државе потписнице Париског споразума договориле су се 2015. да ће задржати загревање испод 2 °C предузимањем различитих мера ублажавања. Међутим, и кад се узму у обзир обавезе прописане споразумом, температура би до краја века могла порасти за приближно 2,7 °C. Да би се пораст зауставио на 1,5 °C, људи морају преполовити емисије до 2030. и постићи нулте нето стопе до 2050.

## Температурне промене
Директна инструментална мерења температуре на глобалном нивоу врше се од средине 20. века, а на основу палеоклиматских реконструкција ( анализом седимената, стена, леда из глечера, корала и др.) покушавају се утврдити климатске промене на скалама хиљада и милиона година. Од 19. века дошло је до повећања просечне површинске и океанске температуре Земље, и то за 0,85 °C у периоду 1880-2012, а 0,72 °C у периоду од 1951. до 2012. године, на основу три независна сета мерења. Свака од претходне три деценије је топлија у просеку од било које од деценија у току ере инструменталног мерења глобалних температура, док је прва деценија 21. века најтоплија од свих. Није смислено о температурним променама узрокованим глобалним загревањем говорити на сувише малим скалама времена, јер постоји варијабилност климе, као што је сезонска или деценијска, чији утицаји на резултате мерења нестају тек када се усредње мерења на довољно великим временским скалама.
Температура најнижег слоја Земљине атмосфере (тропосфере) је постала виша од средине 20. века, док се температура стратосфере смањила, на основу мерења вршеним радио-сондама и сателитским сензорима. На основу мерења од 1971. године до 2011. забележен је пораст и температуре површинског слоја океана до дубине од 700 m.

## Узроци
Климатске промене могу бити узроковане различитим факторима: ефекат стаклене баште, промене луминозности Сунца, вулканске ерупције, Миланковићеви циклуси који су последица сложенијих разматрања кретања Земље и дешавају се у периодима већим од оних релевантних за разматрања глобалног загревања.

### Ефекат стаклене баште
Ефекат стаклене баште први је предложио Жозеф Фурије, а открио га је 1860. Џон Тиндал.
Када Сунчево зрачење пада на Земљу, део њега бива апсорбован и на тај начин загрева Земљу, док део бива емитован у спољашњи свемир. Да би се остварила енергетска равнотежа, неопходно је да енергија коју Земља прими са Сунца буде једнака енергији коју Земља изгуби у свемиру. Када не би било атмосфере, просечна температура на Земљи би била -18 °C, тј. на овој температури била би успостављена равнотежа. Ефекат стаклене баште назив је за процес којим атмосферски гасови, емисијом и апсорпцијом инфрацрвеног зрачења, доводе до повећања температуре у нижим слојевима атмосфере и на површини Земље. Један део Сунчеве светлости никада не стигне до површине Земље јер се нпр. рефлектује од облаке. Други део долази до површине, од чега се један део те светлости опет одбија и зрачи претежно у инфрацрвеном домену у атмосферу. У атмосфери ова светлост интерагује електромагнетно са атмосферским гасовима, од којих су најзначајнији они са три или више атома, који су у претходних неколико миленијума одржавали просечну температуру Земље на око 15 °C, а то су: угљен-диоксид, метан, водена пара и др. и називају се гасовима стаклене баште. Светлост у интеракцији са њима бива апсорбована и емитована у свим правцима, што значи да један део завршава у спољњем свемиру, тј. Земља губи енергију, док други део емитован у смеру Земље утиче на померање енергетске равнотеже, тј. до повећања температуре Земље. Овај механизам заслужан је за остваривање температуре која омогућава живот на Земљи каквим га данас познајемо. Од доба индустријске револуције људским деловањем су повећане концентрације неких гасова стаклене баште, које су узроковале промене у атмосфери и изазвале феномен који називамо глобалним загревањем.

### Слојевити модел
Иако су атмосфера Земље као и Светски океан компликовани неравнотежни системи са сложеним интеракцијама између различитих компоненти тог система, основни механизми који одређују климатске параметре као што је просечна температура Земље могу бити објашњени упрошћеним моделима. Треба имати у виду да су реалистични климатски модели који се користе за предвиђање климе сложене нумеричке симулације које укључују мноштво компликација које нису обухваћене простим моделима. Најпростији аналитички модел климе јесте модел са слојевима, где се различите компоненте климатског система Земље редукују на хомогене слојеве који имају једну температуру. На тај начин, Земља може бити приказана као слој који има температуру ТЗемља. За разумевање елементарне енергетике климатског система неопходно је узети у обзир две ствари: закон очувања енергије и закон зрачења апсолутно црног тела.
Земља добија енергију од Сунца у виду електромагнетног зрачења, и по закону очувања енергије та енергија мора бити очувана након што пристигло зрачење интерагује са Земљом. Постоје две ствари које се дешавају са пристиглим зрачењем. Део зрачења је рефлектован у Свемир, док је други део апсорбован. За потребе слојевитог модела рефлектовани део зрачења може бити обухваћен једном константом која се зове албедо (α) и узима вредности између 0 и 1. Релевантна физичка величина за енергетску анализу је интензитет зрачења који има јединицу {\displaystyle {\frac {W}{m^{2}}}}у СИ систему, и мера је енергије електромагнетних таласа која по јединици времена прође кроз јединицу површине, где је енергија по јединици времена снага (изражена у ватима). Уколико је интензитет зрачења који пристиже на Земљу са Сунца Iсунце, онда је интензитет рефлектованог зрачења α·Iсунце, а интензитет апсорбованог зрачења (1-α)·Iсунце. Јасно је да је збир ова два члана због закона очувања једнак укупном интензитету пристиглог зрачења. Зрачење које долази на Земљу може се посматрати само кроз апсорбовано зрачење, јер се рефлектовано зрачење може третирати као да није ни стигло на Земљу. Дакле, интензитет зрачења које долази на Земљу је Iдолазно=(1-α)·Iсунце. Албедо за различите планете је драстично другачији, нпр. Венера због густих облака који добро рефлектују светлост има висок албедо, док је албедо Земље око 0,3.
Други аспект енергетске анализе јесте питање структуре зрачења како Сунца тако и Земље, тј. питање вредности интензитета Сунчевог зрачења, као и спектралних карактеристика тог зрачења, тј. питање тога који део зрачења је израчен са којом фреквенцом. Испоставља се да је модел апсолутно црног тела веома добар модел зрачења објеката као што су Сунце или Земља. Будући да су звезде и планете изузетно компликовани системи, њихова динамика омогућава емисију и апсорбцију светлости произвољне фреквенце, тако да апсолутно црно тело постаје релативно добар модел. Под претпоставком термодинамичке равнотеже, једини параметар који одређује зрачење таквог тела је температура. Апсолутно црно тело зрачи на свим фреквенцама, с тим да је удео зрачења на свакој фреквенци функција температуре тела. Виша температура значи убрзаније случајно кретање унутар тела и процесе који се одвијају на просечно вишим енергијама, тако да ће апсолутна црна тела на вишој температури зрачити електромагнетне таласе виших енергија. Енергија електромагнетног таласа пропорционална је фреквенцији таласа и обрнуто пропорционална таласној дужини. Стога Сунце чија површина има температуру од око 5800 K највише емитује зелену светлост таласне дужине око 500 nm, док површина Земље будући да је на нижој температури углавном емитује инфрацрвену светлост која има значајно вишу таласну дужину и нижу фреквенцу. Уколико се сумира зрачење светлости по свим фреквенцама добија се укупни интензитет зрачења, који се зове Штефан-Болцманов закон и по коме је укупни интензитет израченог зрачења пропорционалан четвртом степену температуре. Из овог закона можемо добити да је интензитет зрачења које пада на Земљу приближно једнак {\displaystyle 1000{\frac {W}{m^{2}}}}.
Али, за енергетску анализу неопходно је да посматрамо не интензитет већ флукс зрачења, тј. да помножимо зрачење са површином на коју пада. Површина која је релевантна јесте површина пресека Земље, тј. површина сенке Земље. Ово је јасно уколико посматрамо Земљу као да заузима део просторног угла око Сунца. Сунце зрачи светлост равномерно у свим правцима и део простора на ком се налази Земља једнак је пресеку земље тј. {\displaystyle \pi r^{2}}, где је {\displaystyle r} радијус Земље. Укупни флукс који пада на земљу једнак је производу интензитета долазног зрачења и површине сенке Земље. Због закона очувања енергије тај упадни флукс мора бити једнак израченом флуксу са површине Земље. Будући да Земља у овом моделу зрачи као апсолутно црно тело, израчена светлост по Штефан-Болцмановом закону једнака је  {\displaystyle \epsilon \sigma T^{4}}, гдје је {\displaystyle \epsilon } емисивност, а {\displaystyle \sigma } Штефан-Болцманова константа. Земља зрачи са целе своје површине, тако да је израчени флукс једнак производу овог интензитета и површине земље {\displaystyle 4\pi r^{2}}. Како су све остале величине познате, температура површине Земље може бити одређена изједначавањем упадног и излазног флукса.
{\displaystyle \Phi _{out}=\Phi _{in}\rightarrow 4\pi r^{2}\epsilon \sigma T^{4}=\pi r^{2}I_{in}\rightarrow T=\left({\frac {I_{in}}{4\epsilon \sigma }}\right)^{\frac {1}{4}}\approx 255K.}Из ове просте анализе јасно је да је добијена температура од приближно -18 °C прениска у односу на стварну температуру од око 15 °C. Разлог за ову разлику је ефекат стаклене баште, што је механизам којим постојање одређених гасова у атмосфери (гасови стаклене баште), од којих најзначајнију улогу игра угљен-диоксид, узрокује повећање температуре и омогућава постојање биосфере и живота на Земљи какав данас познајемо. Повећање концентрације угљен-диоксида узроковане антропогеном емисијом узрокује додатно повећање температуре у односу на ово равнотежно стање и са собом носи низ последица како по климу Земље, тако и по биосферу и људско друштво.
У слојевитом моделу, ефекат стаклене баште моделира се кроз један слој који се налази изнад површине Земље и има сопствену температуру. У стварности сви ови гасови имају одређену расподелу по висинама, где концентрација гасова зависи од висина, али у првој апроксимацији можемо третирати овај слој гасова као сферну љуску на одређеној температури. За ефекат стаклене баште кључни су детаљи интеракције светлости са гасовима у атмосфери. Вероватноћа да ће електромагнетно зрачење одређене таласне дужине апсорбовати угљен-диоксид зависи од енергетске разлике између зрачења и енергетских разлика унутар гаса, као што су енергије електронских прелаза, вибрација, ротација и сл. За таласне дужине које су најприсутније у зрачењу са Сунца и Земље најрелевантније су вибрационе моде угљен-диоксида, специфично савијајућа мода где два кисеоника стварају одређен угао у односу на CO2. Ове моде осциловања су значајне јер у зрачењу које долази са Земље највише има зрачења у инфрацрвеном домену што је управо енергија потребна за активацију ових вибрационих мода. С друге стране, светлост која долази са Сунца има много вишу фреквенцу будући да Сунце има много вишу температуру. За светлост која долази са Сунца овај омотач је прозиран, тј. светлост пролази слободно кроз њега.
У овом моделу са једним слојем, постоје два начина на која светлост доспева на Земљу - део светлости доспева директно на Земљу као и у претходном рачуну без слојева, али додатни део светлости такође долази и од светлости коју слој CO2 апсорбује и израчи назад ка Земљи. Уколико применимо закон одржања енергије на спољашњост атмосфере, упадни интензитет Iдолазно као у прошлом примеру треба изједначити са излазним интензитетом, али овај пут са зрачењем црног тела на температури слоја са гасовима стаклене баште. С друге стране интензитет светлости коју зрачи површина Земље треба изједначити са збиром светлости која пролази кроз омотач и зрачења које слој израчи назад ка Земљи. Резултат ове анализе јесте да је температура Земљиног тла око {\displaystyle T\approx 305K}, што је више него реалних {\displaystyle T\approx 295K}, али квалитативни процес је релативно добро обухваћен овом анализом, имајући у виду једноставност модела.

### Сложенији модели и повратне спреге
У овом моделу сви параметри су третирани кроз средње вредности, док у стварности постоје значајне просторне разлике у температури између различитих региона, као и временске разлике које се нпр. показују кроз промену годишњих доба. Даље, неопходно је узети у обзир сложену атмосферску и океанску динамику, као и нехомогену расподелу гасова стаклене баште и њихове спектре апсорбције. Унутар климе такође су значајне повратне спреге које постоје у клими - феномен где мењање једног параметра система као што је температура, може да покрене неки други процес, при чему тај нови процес може узроковати додатну промену параметра. Један од тих ефеката који је битан за разумевања ефекта стаклене баште јесте улога водене паре у клими. Иако није практично могуће као у случају CO2 или метана трајно изменити количину воде у атмосфери емисијом, због циклуса воде на Земљи који одржава концентрацију водене паре, вода учествује у једној таквој повратној спрези.
Равнотежна концентрација водене паре одређена је температуром Земље. Уколико је температура на Земљи виша, капацитет атмосфере да прими водену пару је такође повећан. Повишење температуре Земљине површине услед повишених антропогених емисија гасова стаклене баште тако може да узрокује повећање концентрације водене паре, а будући да је водена пара сам гас стаклене баште, то може да доведе до додатног повећања температуре на Земљи. Укључење ове повратне спреге неопходно је за реалистично предвиђање ефеката повећања емисија гасова стаклене баште.
Један ефекат који је исто неопходно укључити у климатску анализу јесте појава облака. Облаци утичу на температуру Земље на два начина - кроз рефлексију зрачења које долази од сунца тако што повећавају албедо, као и тако што сами зраче и део тог зрачења се враћа ка Земљи. Први ефекат снижава температуру на Земљи, док други ефекат повишава температуру. У средњем облаци изазивају хлађење Земље, али повећање концентрације угљен-диоксида у свим битним климатским моделима смањује овај ефекат хлађења.
Начин на који се сви ови феномени могу укључити у модел са слојевима јесте да се дода неограничено велики број слојева, тако да сваки слој може да апсорбује Планков спектар зрачења са Земље. Колико неки слој у спектру апсорбује зависило би од концентрације апсорбујућих молекула као што је угљен-диоксид или облака на тој висини, као и од расподеле зрачења по фреквенцама. Таква анализа где је једини трансфер енергије у атмосфери радијативни (не обухвата конвекцију) може да омогући реконструкцију температурног профила атмосфере (висинске зависности температуре).

## Последице
Иако је директни ефекат глобалног загревања повећање температуре на Земљи, промена температуре посредно изазива и низ других ефеката утицајем на сложену атмосферску и океанску динамику.

### Повећање температуре
Директни ефекат глобалног загревања је повећање температуре. Утицај промене на температуру зависи од географске локације. Утицај је генерално виши на вишим географским ширинама, због повратне спреге у вези са променом албеда. Због тога што температурну повећање мења структуру земљишта, нпр. топљењем леда, мења се албедо земљишта. Различите површине рефлектују различите уделе електромагнетног зрачења; ледени покривачи који постоје на Гренланду и Антарктику рефлектују много више светлости од копна, а копно више од океана. Почетно загревање на тај начин бива повећано повратном спрегом кроз смањење албеда које узрокује да се више светлости апсорбује и на тај начин температуре додатно повећају. Повећање температуре ће да доведе до повећања броја и интензитета екстремних временских феномена као што су топлотни таласи.

### Повећање нивоа воде у океанима
До повећања нивоа воде у океанима са порастом температуре долази на два основна начина: кроз термално ширење и кроз топљење леда који се налази на копну. Удео ова два механизма у порасту нивоа воде је поредив и зависи од периода у ком је температурни раст посматран у прошлости и пројекција климатских модела у будућности. У прошлости је већи део пораста нивоа воде био узрокован термалним ширењем, али се очекује да ће у будућности већи удео да има топљење копненог леда. На основу шестог извештаја Међународног панела о климатским променама између 1971. и 2018. термално ширење објашњава 50% повећања нивоа мора, док је главни фактор између 2006. и 2018. топљење ледених глечера и ледених плоча.
Термално ширење је особина материјала да мењају запремину са променом температуре.
С друге стране, лед који се налази на Земљи може да буде на копну и на води. На основу аргумента базираног на Архимедовом принципу, лед који плута на води не доводи до повећања нивоа океана. Овај аргумент не важи у потпуности за лед на Земљи због тога што је он сачињен од слатке воде која има другачију густину од слане воде у Светском океану. Без обзира на то основни утицај на повећање нивоа мора долази од копненог леда.
Копнени лед се налази у различитим формама на Земљи. Тренутно ефекат топљења глечера, ледених маса на врховима планина који настају од неотопљеног снега, највише доприноси повећању нивоа мора. Међутим, много већа запремина леда се налази у леденим плочама (континенталним глечерима), што су ледени покривачи који се налазе на Гренланду и Антарктику. Уколико би се сав овај лед отопио површина нивоа воде би порасла за 70 метара. Лед на Гренланду и на западном Антарктику је најнестабилнији у односу на промене температуре. Топљење ледених плоча је тешко предвидети. Између осталог, могући су догађаји експоненцијалног топљења ових површина, за шта постоје неки докази из геолошке прошлости (Хајнрихови догађаји).
На ивици ледених плоча налазе се ледене полице које плутају у мору. 2002. дошло је до непредвиђеног колапса ледене полице Ларсен Б на Антарктику. Иако овај лед плута на води и нема битан директан утицај на повећање нивоа мора, након што се његовим откидањем формирају ледени брегови, ледена плоча је због специфичне конфигурације терена изложена већој површини мора које се загрева. То повећава брзину токова леда на леденој плочи и постоји могућност да ово може покренути убрзани процес топљења ових структура, који је много већи од конзервативних процена базираних на предвидљивијим процесима.

### Измене образаца у времену
Због глобалног загревања очекују се промене у метеоролошким феноменима на Земљи, које обухватају промену количине падавина у различитим регионима Земље, природе ветрова, броја и интензитета тропских циклона, и сл.
Иако више температуре генерално значе, због повећања равнотежног напона паре, већу количину падавина, овај ефекат је веома осетљив у зависности од региона. Нпр, у околини екватора количина падавина је примарно одређена Хадлијевом циркулацијом, где се екватор највише загрејава због геометрије Земље. Топли ваздух на екватору се конвективно диже, хлади и испушта у виду кише у околини екватора, и тај ваздух који је исушен завршава око 30 степена географске ширине, где се због сувог ваздуха налазе пустиње. Сматра се да је Хадлијева циркулација осетљива на промену температуре, и да ће ефекат на климу бити већа количина кише око екватора, али и више суша у околини повратника. Промена температуре ће исто узроковати промену у природи монсуна.

### Утицај на биосферу
Утицај промене у температури и концентрација угљен-диоксида зависи од типа биома. Очекује се да ће глобално загревање довести до смањења тундри. С друге стране, повећање нивоа угљен-диоксида може имати ефекат поспешења пољопривредне производње услед ефекта CO2 фертилизације.
Једна од последица глобалног загревања је постепено уништавање коралних гребена, који су изузетно осетљиви на промене температуре. Корали представљају колоније генетски идентичних животиња које се називају полипима. Током векова, њихови скелетони изграђују гребене, који су станиште разних животних форми. Велики број корала долази до хране кроз симбиотски однос са зооксантелама, а то су једноћелијски организми који енергију добијају од Сунца. Они им такође дају и боју. Повећање температуре узрокује да зооксантеле напуштају корале, и тада корали бивају избељени. Због прекидања симбиотског односа корали постепено умиру.
Верује се да је око 80% северног (уједно и највећег) дела Великог коралног гребена обухваћено овим ефектом. Ово је нарочито било наглашено због додатног доприноса температури због ефекта Ел Нињо 2016. године.

## Економска и политичка дебата
Све већа присутност научних спознаја о глобалном отопљењу у јавности је резултирала многим политичким и економским расправама и дебатама. Сиромашне регије, посебно у Африци, изложене су највећем ризику од очекиваних ефеката глобалног отопљења, а њихове емисије стакленичких гасова су изразито мале у односу на развијени свет. Питање климатских промена је подстакло расправу о користима ограничавања индустријске емисије стакленичких гасова с обзиром на трошкове које би такве промене донеле. Било је расправа у неколико земаља о трошковима и предностима проналажења и кориштења алтернативних извора енергије у циљу смањења емисије угљеника. Неки економисти су покушали проценити укупне нето економске трошкове штета од климатских промена широм света. Такве процене су до сада биле без коначних закључака, неке процене вредности су се кретале од -10 US$ по тони угљеника (tC) (-3 US$ по тони угљен-диоксида) до 350 US$/tC (95 US$ по тони угљен-диоксида), док просек износи 43 US$ по тони угљеника (12 US$ по тони ). Новије студије показале су да тзв. „зелени“ приступи енергији, попут биогорива (нпр. кукурузног етанола), такође резултирају у испуштању  у атмосферу. Истовремено, подаци Светске Банке говоре да је промена намене за земљишта која су до сада кориштена за производњу хране, у производњу биогорива, удвостручило цену хране у свету од 2005-2008, повећавајући глад нарочито у најсиромашнијим деловима света.

### Париски климатски споразум
196 земаља је преговарало и закључно са 2021. 191 земља су потписнице Париског климатског споразума, који је постигнут у оквиру Уједињених нација. Циљ овог споразума је смањење и ублажење ефеката глобалног загревања, као и регулисање финансија у циљу смањења глобалних емисија гасова стаклене баште. План је да се глобални пораст температуре одржи испод 2 °C у односу над пред-индустријски ниво. Многи су критиковали план као недовољно обавезујући са странке потписнице.

## Научни консензус и друштво

### Научни консензус
Постоји готово једногласан научни консензус да се клима загрева и да је то узроковано људским делатностима. Сагласност је у новијој литератури достигла више од 99%. Старија истраживања су показала да се од 90% до 100% климатолога слаже око тога да човечанство игра улогу у узроковању климатских промена. Подаци тих истраживања прикупљени су на основу конкретног питања и одговора. Сва научна тела националног или међународног положаја слажу се с оним мишљењем. Достигнут је и консензус да треба предузети одговарајуће мере ради заштите људи од утицаја климатских промена. Националне академије наука позвале су светске лидере да смање испуштање штетних гасова.
Научна расправа се одвија у чланцима из часописа који се стручно рецензирају. Научници их процењују сваких неколико година у извештајима Међувладиног панела о климатским променама. Извештај панела о процени за 2021. наводи да људи „недвосмислено узрокују климатске промене”.

### Порицање и дезинформације
На јавну расправу о климатским променама снажно су утицали њихово порицање и дезинформације. Настали су у Сједињеним Америчким Државама и отад су се проширили на друге земље, нарочито на Канаду и Аустралију. Актери који стоје иза порицања климатских промена обликују добро финансирану и релативно усклађену коалицију компанија за фосилна горива, индустријских група, конзервативних аналитичких центара и дисидентских научника. Као и претходно код дуванске индустрије, главна стратегија тих група била је стварање сумње у научне податке и резултате. Многи који поричу, одбацују или држе неоправдану сумњу у научни консензус о антропогеним климатским променама означени су као „скептици у погледу климатских промена”. Неколико научника је приметило да је то погрешан назив.
Постоје различите варијанте порицања: неки поричу да се загревање уопште догађа; неки признају загревање, али га приписују природним чиниоцима; неки умањују негативне утицаје климатских промена. Производња несигурности у вези с науком касније је довела до произведене контроверзе — стварања уверења да постоји значајна несигурност у вези с климатским променама у научној заједници да би се одгодиле промене политике. Стратегије за промовисање тих замисли јесу приговарање научним институцијама и преиспитивање побуда појединачних научника. Неразумевање климатских промена додатно је подстакла соба одјека блогова и медија који их поричу.

### Јавна свест и мишљење
Климатске промене су привукле пажњу међународне јавности крајем осамдесетих година 20. века. Због збуњујућег медијског извештавања почетком деведесетих, људи су често мешали климатске промене с другим еколошким проблемима, попут оштећења озонског омотача. У популарној култури, први филм који је доспео до масовне јавности о овој теми био је Дан после сутра 2004. године, а после неколико година премијерно је приказан документарни филм Непријатна истина Ала Гора. Књиге, приче и филмови о климатским променама припадају жанру климатске фантастике.
Постоје значајна регионална, полна, старосна и политичка разилажења како у забринутости јавности за климатске промене, тако и у њиховом схватању. Образованије особе, а у неким земљама жене и млађе особе, чешће виде климатске промене као озбиљну претњу. Постоји и јаз међу поборницима у многим земљама, а државе с високим емисијама угљен-диоксида ({\displaystyle {\ce {CO2}}}) обично су мање забринуте. Ставови о узроцима климатских промена увелико се разликују међу земљама. С временом је забринутост порасла до тачке у којој већина грађана у многим земљама сад изражава висок ниво забринутости због климатских промена или их посматра као глобално ванредно стање. Виши степен забринутости повезан је са снажнијом јавном подршком политикама које се баве климатским променама.

#### Протести и тужбе
Популарност климатских протеста порасла је десетих година 21. века. Демонстранти захтевају од политичких вођа да предузму мере за спречавање климатских промена. Протести могу бити у облику јавних демонстрација, дивестиције фосилних горива, тужби и других активности. У значајне демонстрације спада Школски штрајк за климу. У тој иницијативи, млади људи широм света протестују од 2018. тако што петком изостају из школе, надахнути шведском тинејџерком Гретом Тунберг. Огромне акције грађанске непослушности група попут Побуне против истребљења протестовале су ометањем саобраћаја и јавног превоза. Парнице се све више употребљавају као средство за јачање климатских акција јавних установа и компанија. Активисти покрећу и тужбе које циљају на владе и захтевају од њих да предузму амбициозне мере или спроводе постојеће законе о климатским променама. Тужбе против компанија које сагоревају фосилна горива углавном траже надокнаду за губитак и штету.

### Извештаји МПКП-а

#### Први извештај радне групе АР4
- IPCC (2007).  Solomon, S.; Qin, D.; Manning, M.; Chen, Z.;  ., ур. Climate Change 2007: The Physical Science Basis. Contribution of Working Group I to the Fourth Assessment Report of the Intergovernmental Panel on Climate Change. Cambridge University Press. ISBN 978-0-521-88009-1.

  - Le Treut, H.; Somerville, R.; Cubasch, U.; Ding, Y.;  . (2007). „Chapter 1: Historical Overview of Climate Change Science” (PDF). IPCC AR4 WG1 2007. стр. 93—127.
  - Randall, D. A.; Wood, R. A.; Bony, S.; Colman, R.;  . (2007). „Chapter 8: Climate Models and their Evaluation” (PDF). IPCC AR4 WG1 2007. стр. 589—662.
  - Hegerl, G. C.; Zwiers, F. W.; Braconnot, P.; Gillett, N. P.;  . (2007). „Chapter 9: Understanding and Attributing Climate Change” (PDF). IPCC AR4 WG1 2007. стр. 663—745.

#### Други извештај радне групе АР4
- IPCC (2007).  Parry, M. L.; Canziani, O. F.; Palutikof, J. P.; van der Linden, P. J.;  ., ур. Climate Change 2007: Impacts, Adaptation and Vulnerability. Contribution of Working Group II to the Fourth Assessment Report of the Intergovernmental Panel on Climate Change. Cambridge University Press. ISBN 978-0-521-88010-7. Архивирано из оригинала 10. 11. 2018. г. Приступљено 24. 12. 2021.

  - Rosenzweig, C.; Casassa, G.; Karoly, D. J.; Imeson, A.;  . (2007). „Chapter 1: Assessment of observed changes and responses in natural and managed systems” (PDF). IPCC AR4 WG2 2007. стр. 79—131.
  - Schneider, S. H.; Semenov, S.; Patwardhan, A.; Burton, I.;  . (2007). „Chapter 19: Assessing key vulnerabilities and the risk from climate change” (PDF). IPCC AR4 WG2 2007. стр. 779—810.

#### Трећи извештај радне групе АР4
- IPCC (2007).  Metz, B.; Davidson, O. R.; Bosch, P. R.; Dave, R.;  ., ур. Climate Change 2007: Mitigation of Climate Change. Contribution of Working Group III to the Fourth Assessment Report of the Intergovernmental Panel on Climate Change. Cambridge University Press. ISBN 978-0-521-88011-4. Архивирано из оригинала 12. 10. 2014. г. Приступљено 24. 12. 2021.
  - Rogner, H.-H.; Zhou, D.; Bradley, R.; Crabbé, P.;  . (2007). „Chapter 1: Introduction” (PDF). IPCC AR4 WG3 2007. стр. 95—116.

#### Први извештај радне групе АР5
- IPCC (2013).  Stocker, T. F.; Qin, D.; Plattner, G.-K.; Tignor, M.;  ., ур. Climate Change 2013: The Physical Science Basis (PDF). Contribution of Working Group I to the Fifth Assessment Report of the Intergovernmental Panel on Climate Change. Cambridge, UK & New York: Cambridge University Press. ISBN 978-1-107-05799-9.. AR5 Climate Change 2013: The Physical Science Basis — IPCC
  - IPCC (2013). „Summary for Policymakers” (PDF). IPCC AR5 WG1 2013.
  - Hartmann, D. L.; Klein Tank, A. M. G.; Rusticucci, M.; Alexander, L. V.;  . (2013). „Chapter 2: Observations: Atmosphere and Surface” (PDF). IPCC AR5 WG1 2013. стр. 159—254.
  - Rhein, M.; Rintoul, S. R.; Aoki, S.; Campos, E.;  . (2013). „Chapter 3: Observations: Ocean” (PDF). IPCC AR5 WG1 2013. стр. 255—315.
  - Masson-Delmotte, V.; Schulz, M.; Abe-Ouchi, A.; Beer, J.;  . (2013). „Chapter 5: Information from Paleoclimate Archives” (PDF). IPCC AR5 WG1 2013. стр. 383—464.
  - Bindoff, N. L.; Stott, P. A.; AchutaRao, K. M.; Allen, M. R.;  . (2013). „Chapter 10: Detection and Attribution of Climate Change: from Global to Regional” (PDF). IPCC AR5 WG1 2013. стр. 867—952.
  - Collins, M.; Knutti, R.; Arblaster, J. M.; Dufresne, J.-L.;  . (2013). „Chapter 12: Long-term Climate Change: Projections, Commitments and Irreversibility” (PDF). IPCC AR5 WG1 2013. стр. 1029—1136.

Други извештај радне групе АР5

- IPCC (2014).  Field, C. B.; Barros, V. R.; Dokken, D. J.; Mach, K. J.;  ., ур. Climate Change 2014: Impacts, Adaptation, and Vulnerability. Part A: Global and Sectoral Aspects. Contribution of Working Group II to the Fifth Assessment Report of the Intergovernmental Panel on Climate Change. Cambridge University Press. ISBN 978-1-107-05807-1.. Chapters 1–20, SPM, and Technical Summary.
  - Jiménez Cisneros, B. E.; Oki, T.; Arnell, N. W.; Benito, G.;  . (2014). „Chapter 3: Freshwater Resources” (PDF). IPCC AR5 WG2 A 2014. стр. 229—269.
  - Porter, J. R.; Xie, L.; Challinor, A. J.; Cochrane, K.;  . (2014). „Chapter 7: Food Security and Food Production Systems” (PDF). IPCC AR5 WG2 A 2014. стр. 485—533.
  - Smith, K. R.; Woodward, A.; Campbell-Lendrum, D.; Chadee, D. D.;  . (2014). „Chapter 11: Human Health: Impacts, Adaptation, and Co-Benefits” (PDF). In IPCC AR5 WG2 A 2014. стр. 709—754.
  - Olsson, L.; Opondo, M.; Tschakert, P.; Agrawal, A.;  . (2014). „Chapter 13: Livelihoods and Poverty” (PDF). IPCC AR5 WG2 A 2014. стр. 793—832.
  - Cramer, W.; Yohe, G. W.; Auffhammer, M.; Huggel, C.;  . (2014). „Chapter 18: Detection and Attribution of Observed Impacts” (PDF). IPCC AR5 WG2 A 2014. стр. 979—1037.
  - Oppenheimer, M.; Campos, M.; Warren, R.; Birkmann, J.;  . (2014). „Chapter 19: Emergent Risks and Key Vulnerabilities” (PDF). IPCC AR5 WG2 A 2014. стр. 1039—1099.
- IPCC (2014).  Barros, V. R.; Field, C. B.; Dokken, D. J.; Mach, K. J.;  ., ур. Climate Change 2014: Impacts, Adaptation, and Vulnerability. Part B: Regional Aspects (PDF). Contribution of Working Group II to the Fifth Assessment Report of the Intergovernmental Panel on Climate Change. Cambridge, UK & New York: Cambridge University Press. ISBN 978-1-107-05816-3.. Chapters 21–30, Annexes, and Index.
  - Larsen, J. N.; Anisimov, O. A.; Constable, A.; Hollowed, A. B.;  . (2014). „Chapter 28: Polar Regions” (PDF). IPCC AR5 WG2 B 2014. стр. 1567—1612.

#### Трећи извештај радне групе АР5
- IPCC (2014).  Edenhofer, O.; Pichs-Madruga, R.; Sokona, Y.; Farahani, E.;  ., ур. Climate Change 2014: Mitigation of Climate Change. Contribution of Working Group III to the Fifth Assessment Report of the Intergovernmental Panel on Climate Change. Cambridge, UK & New York, NY: Cambridge University Press. ISBN 978-1-107-05821-7.
  - Blanco, G.; Gerlagh, R.; Suh, S.; Barrett, J.;  . (2014). „Chapter 5: Drivers, Trends and Mitigation” (PDF). IPCC AR5 WG3 2014. стр. 351—411.
  - Lucon, O.; Ürge-Vorsatz, D.; Ahmed, A.; Akbari, H.;  . (2014). „Chapter 9: Buildings” (PDF). IPCC AR5 WG3 2014.

#### Обједињени извештаји радне групе АР5
- IPCC AR5 SYR (2014).  The Core Writing Team; Pachauri, R. K.; Meyer, L. A., ур. Climate Change 2014: Synthesis Report. Contribution of Working Groups I, II and III to the Fifth Assessment Report of the Intergovernmental Panel on Climate Change. Geneva, Switzerland: IPCC.
  - IPCC (2014). „Summary for Policymakers” (PDF). IPCC AR5 SYR 2014.
  - IPCC (2014). „Annex II: Glossary” (PDF). IPCC AR5 SYR 2014.

#### Посебан извештај: Глобално загревање од 1,5°C
- IPCC (2018).  Masson-Delmotte, V.; Zhai, P.; Pörtner, H.-O.; Roberts, D.;  ., ур. Global Warming of 1.5 °C. An IPCC Special Report on the impacts of global warming of 1.5 °C above pre-industrial levels and related global greenhouse gas emission pathways, in the context of strengthening the global response to the threat of climate change, sustainable development, and efforts to eradicate poverty (PDF). Intergovernmental Panel on Climate Change. Global Warming of 1.5 ºC —.

  - IPCC (2018). „Summary for Policymakers” (PDF). IPCC SR15 2018. стр. 3—24.
  - Allen, M. R.; Dube, O. P.; Solecki, W.; Aragón-Durand, F.;  . (2018). „Chapter 1: Framing and Context” (PDF). IPCC SR15 2018. стр. 49—91.
  - Rogelj, J.; Shindell, D.; Jiang, K.; Fifta, S.;  . (2018). „Chapter 2: Mitigation Pathways Compatible with 1.5 °C in the Context of Sustainable Development” (PDF). IPCC SR15 2018. стр. 93—174.
  - Hoegh-Guldberg, O.; Jacob, D.; Taylor, M.; Bindi, M.;  . (2018). „Chapter 3: Impacts of 1.5ºC Global Warming on Natural and Human Systems” (PDF). IPCC SR15 2018. стр. 175—311.
  - de Coninck, H.; Revi, A.; Babiker, M.; Bertoldi, P.;  . (2018). „Chapter 4: Strengthening and Implementing the Global Response” (PDF). IPCC SR15 2018. стр. 313—443.
  - Roy, J.; Tschakert, P.; Waisman, H.; Abdul Halim, S.;  . (2018). „Chapter 5: Sustainable Development, Poverty Eradication and Reducing Inequalities” (PDF). IPCC SR15 2018. стр. 445—538.

#### Посебан извештај: Климатске промене и тло
- IPCC (2019).  Shukla, P. R.; Skea, J.; Calvo Buendia, E.; Masson-Delmotte, V.;  ., ур. IPCC Special Report on Climate Change, Desertification, Land Degradation, Sustainable Land Management, Food Security, and Greenhouse gas fluxes in Terrestrial Ecosystems (PDF). In press.

  - IPCC (2019). „Summary for Policymakers” (PDF). IPCC SRCCL 2019. стр. 3—34.
  - Jia, G.; Shevliakova, E.; Artaxo, P. E.; De Noblet-Ducoudré, N.;  . (2019). „Chapter 2: Land-Climate Interactions” (PDF). IPCC SRCCL 2019. стр. 131—247.
  - Mbow, C.; Rosenzweig, C.; Barioni, L. G.; Benton, T.;  . (2019). „Chapter 5: Food Security” (PDF). IPCC SRCCL 2019. стр. 437—550.

#### Посебан извештај: Океан и критосфера у доба климатских промена
- IPCC (2019).  Pörtner, H.-O.; Roberts, D. C.; Masson-Delmotte, V.; Zhai, P.;  ., ур. IPCC Special Report on the Ocean and Cryosphere in a Changing Climate (PDF). In press.

  - IPCC (2019). „Summary for Policymakers” (PDF). IPCC SROCC 2019. стр. 3—35.
  - Meredith, M.; Sommerkorn, M.; Cassotta, S.; Derksen, C.;  . (2019). „Chapter 3: Polar Regions” (PDF). IPCC SROCC 2019. стр. 203—320.
  - Oppenheimer, M.; Glavovic, B.; Hinkel, J.; van de Wal, R.;  . (2019). „Chapter 4: Sea Level Rise and Implications for Low Lying Islands, Coasts and Communities” (PDF). IPCC SROCC 2019. стр. 321—445.
  - Bindoff, N. L.; Cheung, W. W. L.; Kairo, J. G.; Arístegui, J.;  . (2019). „Chapter 5: Changing Ocean, Marine Ecosystems, and Dependent Communities” (PDF). IPCC SROCC 2019. стр. 447—587.

### Први извештај радне групе АР6
- IPCC (2021).  Masson-Delmotte, V.; Zhai, P.; Pirani, A.; Connors, S. L.;  ., ур. Climate Change 2021: The Physical Science Basis (PDF). Contribution of Working Group I to the Sixth Assessment Report of the Intergovernmental Panel on Climate Change. Cambridge, United Kingdom and New York, NY, USA: Cambridge University Press (In Press).
  - IPCC (2021). „Summary for Policymakers” (PDF). IPCC AR6 WG1 2021.
  - Arias, Paola A.; Bellouin, Nicolas; Coppola, Erika; Jones, Richard G.;  . (2021). „Technical Summary” (PDF). IPCC AR6 WG1 2021.

### Други стручно рецензирани извори
- Albrecht, Bruce A. (1989). „Aerosols, Cloud Microphysics, and Fractional Cloudiness”. Science. 245 (4923): 1227—1239. Bibcode:1989Sci...245.1227A. PMID 17747885. S2CID 46152332. doi:10.1126/science.245.4923.1227.
- Balsari, S.; Dresser, C.; Leaning, J. (2020). „Climate Change, Migration, and Civil Strife.”. Curr Environ Health Rep. 7 (4): 404—414. PMC 7550406 . PMID 33048318. doi:10.1007/s40572-020-00291-4.
- Bamber, Jonathan L.; Oppenheimer, Michael; Kopp, Robert E.; Aspinall, Willy P.; Cooke, Roger M. (2019). „Ice sheet contributions to future sea-level rise from structured expert judgment”. Proceedings of the National Academy of Sciences. 116 (23): 11195—11200. Bibcode:2019PNAS..11611195B. ISSN 0027-8424. PMC 6561295 . PMID 31110015. doi:10.1073/pnas.1817205116 .
- Bednar, Johannes; Obersteiner, Michael; Wagner, Fabian (2019). „On the financial viability of negative emissions”. Nature Communications. 10 (1): 1783. Bibcode:2019NatCo..10.1783B. ISSN 2041-1723. PMC 6467865 . PMID 30992434. doi:10.1038/s41467-019-09782-x.
- Berrill, P.; Arvesen, A.; Scholz, Y.; Gils, H. C.;  . (2016). „Environmental impacts of high penetration renewable energy scenarios for Europe”. Environmental Research Letters. 11 (1): 014012. Bibcode:2016ERL....11a4012B. doi:10.1088/1748-9326/11/1/014012 .
- Björnberg, Karin Edvardsson; Karlsson, Mikael; Gilek, Michael; Hansson, Sven Ove (2017). „Climate and environmental science denial: A review of the scientific literature published in 1990–2015”. Journal of Cleaner Production. 167: 229—241. ISSN 0959-6526. doi:10.1016/j.jclepro.2017.08.066 .
- Boulianne, Shelley; Lalancette, Mireille; Ilkiw, David (2020). „"School Strike 4 Climate": Social Media and the International Youth Protest on Climate Change”. Media and Communication. 8 (2): 208—218. ISSN 2183-2439. doi:10.17645/mac.v8i2.2768 .
- Bui, M.; Adjiman, C.; Bardow, A.; Anthony, Edward J.;  . (2018). „Carbon capture and storage (CCS): the way forward”. Energy & Environmental Science. 11 (5): 1062—1176. doi:10.1039/c7ee02342a .
- Burke, Claire; Stott, Peter (2017). „Impact of Anthropogenic Climate Change on the East Asian Summer Monsoon”. Journal of Climate. 30 (14): 5205—5220. Bibcode:2017JCli...30.5205B. ISSN 0894-8755. S2CID 59509210. arXiv:1704.00563 . doi:10.1175/JCLI-D-16-0892.1.
- Burke, Marshall; Davis, W. Matthew; Diffenbaugh, Noah S (2018). „Large potential reduction in economic damages under UN mitigation targets”. Nature. 557 (7706): 549—553. Bibcode:2018Natur.557..549B. ISSN 1476-4687. PMID 29795251. S2CID 43936274. doi:10.1038/s41586-018-0071-9.
- Callendar, G. S. (1938). „The artificial production of carbon dioxide and its influence on temperature”. Quarterly Journal of the Royal Meteorological Society. 64 (275): 223—240. Bibcode:1938QJRMS..64..223C. doi:10.1002/qj.49706427503.
- Cattaneo, Cristina; Beine, Michel; Fröhlich, Christiane J.; Kniveton, Dominic;  . (2019). „Human Migration in the Era of Climate Change”. Review of Environmental Economics and Policy. 13 (2): 189—206. ISSN 1750-6816. S2CID 198660593. doi:10.1093/reep/rez008. hdl:10.1093/reep/rez008 .
- Cohen, Judah; Screen, James; Furtado, Jason C.; Barlow, Mathew;  . (2014). „Recent Arctic amplification and extreme mid-latitude weather” (PDF). Nature Geoscience. 7 (9): 627—637. Bibcode:2014NatGe...7..627C. ISSN 1752-0908. doi:10.1038/ngeo2234.
- Cook, John; Oreskes, Naomi; Doran, Peter T.; Anderegg, William R. L.;  . (2016). „Consensus on consensus: a synthesis of consensus estimates on human-caused global warming”. Environmental Research Letters. 11 (4): 048002. Bibcode:2016ERL....11d8002C. doi:10.1088/1748-9326/11/4/048002 .
- Costello, Anthony; Abbas, Mustafa; Allen, Adriana; Ball, Sarah;  . (2009). „Managing the health effects of climate change”. The Lancet. 373 (9676): 1693—1733. PMID 19447250. S2CID 205954939. doi:10.1016/S0140-6736(09)60935-1. Архивирано из оригинала 13. 8. 2017. г.
- Curtis, P.; Slay, C.; Harris, N.; Tyukavina, A.;  . (2018). „Classifying drivers of global forest loss”. Science. 361 (6407): 1108—1111. Bibcode:2018Sci...361.1108C. PMID 30213911. S2CID 52273353. doi:10.1126/science.aau3445 .
- Davidson, Eric (2009). „The contribution of manure and fertilizer nitrogen to atmospheric nitrous oxide since 1860”. Nature Geoscience. 2: 659—662. doi:10.1016/j.chemer.2016.04.002 .
- DeConto, Robert M.; Pollard, David (2016). „Contribution of Antarctica to past and future sea-level rise”. Nature. 531 (7596): 591—597. Bibcode:2016Natur.531..591D. ISSN 1476-4687. PMID 27029274. S2CID 205247890. doi:10.1038/nature17145.
- Dean, Joshua F.; Middelburg, Jack J.; Röckmann, Thomas; Aerts, Rien;  . (2018). „Methane Feedbacks to the Global Climate System in a Warmer World”. Reviews of Geophysics. 56 (1): 207—250. Bibcode:2018RvGeo..56..207D. ISSN 1944-9208. doi:10.1002/2017RG000559 .
- Delworth, Thomas L.; Zeng, Fanrong (2012). „Multicentennial variability of the Atlantic meridional overturning circulation and its climatic influence in a 4000 year simulation of the GFDL CM2.1 climate model”. Geophysical Research Letters. 39 (13): n/a. Bibcode:2012GeoRL..3913702D. ISSN 1944-8007. doi:10.1029/2012GL052107 .
- Deutsch, Curtis; Brix, Holger; Ito, Taka; Frenzel, Hartmut;  . (2011). „Climate-Forced Variability of Ocean Hypoxia” (PDF). Science. 333 (6040): 336—339. Bibcode:2011Sci...333..336D. PMID 21659566. S2CID 11752699. doi:10.1126/science.1202422. Архивирано (PDF) из оригинала 9. 5. 2016. г.
- Diffenbaugh, Noah S.; Burke, Marshall (2019). „Global warming has increased global economic inequality”. Proceedings of the National Academy of Sciences. 116 (20): 9808—9813. ISSN 0027-8424. PMC 6525504 . PMID 31010922. doi:10.1073/pnas.1816020116 .
- Doney, Scott C.; Fabry, Victoria J.; Feely, Richard A.; Kleypas, Joan A. (2009). „Ocean Acidification: The Other CO2 Problem”. Annual Review of Marine Science. 1 (1): 169—192. Bibcode:2009ARMS....1..169D. PMID 21141034. S2CID 402398. doi:10.1146/annurev.marine.010908.163834.
- Fahey, D. W.; Doherty, S. J.; Hibbard, K. A.; Romanou, A.; Taylor, P. C. (2017). „Chapter 2: Physical Drivers of Climate Change” (PDF). In USGCRP2017.
- Fischer, Tobias P.; Aiuppa, Alessandro (2020). „AGU Centennial Grand Challenge: Volcanoes and Deep Carbon Global CO2 Emissions From Subaerial Volcanism – Recent Progress and Future Challenges”. Geochemistry, Geophysics, Geosystems. 21 (3): e08690. Bibcode:2020GGG....2108690F. ISSN 1525-2027. doi:10.1029/2019GC008690 .
- Franzke, Christian L. E.; Barbosa, Susana; Blender, Richard; Fredriksen, Hege-Beate;  . (2020). „The Structure of Climate Variability Across Scales”. Reviews of Geophysics. 58 (2): e2019RG000657. Bibcode:2020RvGeo..5800657F. ISSN 1944-9208. doi:10.1029/2019RG000657 .
- Friedlingstein, Pierre; Jones, Matthew W.; O'Sullivan, Michael; Andrew, Robbie M.;  . (2019). „Global Carbon Budget 2019”. Earth System Science Data. 11 (4): 1783—1838. Bibcode:2019ESSD...11.1783F. ISSN 1866-3508. doi:10.5194/essd-11-1783-2019 .
- Fyfe, John C.; Meehl, Gerald A.; England, Matthew H.; Mann, Michael E.;  . (2016). „Making sense of the early-2000s warming slowdown” (PDF). Nature Climate Change. 6 (3): 224—228. Bibcode:2016NatCC...6..224F. doi:10.1038/nclimate2938. Архивирано (PDF) из оригинала 7. 2. 2019. г.
- Goyal, Rishav; England, Matthew H; Sen Gupta, Alex; Jucker, Martin (2019). „Reduction in surface climate change achieved by the 1987 Montreal Protocol”. Environmental Research Letters. 14 (12): 124041. Bibcode:2019ERL....14l4041G. ISSN 1748-9326. doi:10.1088/1748-9326/ab4874 .
- Grubb, M. (2003). „The Economics of the Kyoto Protocol” (PDF). World Economics. 4 (3): 144—145. Архивирано из оригинала (PDF) 4. 9. 2012. г.
- Gunningham, Neil (2018). „Mobilising civil society: can the climate movement achieve transformational social change?” (PDF). Interface: A Journal for and About Social Movements. 10. Архивирано (PDF) из оригинала 12. 4. 2019. г. Приступљено 12. 4. 2019.
- Hagmann, David; Ho, Emily H.; Loewenstein, George (2019). „Nudging out support for a carbon tax”. Nature Climate Change. 9 (6): 484—489. Bibcode:2019NatCC...9..484H. S2CID 182663891. doi:10.1038/s41558-019-0474-0.
- Haines, A.; Ebi, K. (2019). „The Imperative for Climate Action to Protect Health”. New England Journal of Medicine. 380 (3): 263—273. PMID 30650330. S2CID 58662802. doi:10.1056/NEJMra1807873 .
- Hansen, James; Sato, Makiko; Hearty, Paul; Ruedy, Reto;  . (2016). „Ice melt, sea level rise and superstorms: evidence from paleoclimate data, climate modeling, and modern observations that 2 °C global warming could be dangerous”. Atmospheric Chemistry and Physics. 16 (6): 3761—3812. Bibcode:2016ACP....16.3761H. ISSN 1680-7316. S2CID 9410444. arXiv:1602.01393 . doi:10.5194/acp-16-3761-2016.
- Harvey, Jeffrey A.; Van den Berg, Daphne; Ellers, Jacintha; Kampen, Remko;  . (2018). „Internet Blogs, Polar Bears, and Climate-Change Denial by Proxy”. BioScience. 68 (4): 281—287. ISSN 0006-3568. PMC 5894087 . PMID 29662248. doi:10.1093/biosci/bix133.
- Hawkins, Ed; Ortega, Pablo; Suckling, Emma; Schurer, Andrew;  . (2017). „Estimating Changes in Global Temperature since the Preindustrial Period”. Bulletin of the American Meteorological Society. 98 (9): 1841—1856. Bibcode:2017BAMS...98.1841H. ISSN 0003-0007. doi:10.1175/bams-d-16-0007.1 .
- He, Yanyi; Wang, Kaicun; Zhou, Chunlüe; Wild, Martin (2018). „A Revisit of Global Dimming and Brightening Based on the Sunshine Duration”. Geophysical Research Letters. 45 (9): 4281—4289. Bibcode:2018GeoRL..45.4281H. ISSN 1944-8007. doi:10.1029/2018GL077424 .
- Hilaire, Jérôme; Minx, Jan C.; Callaghan, Max W.; Edmonds, Jae; Luderer, Gunnar; Nemet, Gregory F.; Rogelj, Joeri; Zamora, Maria Mar (17. 10. 2019). „Negative emissions and international climate goals—learning from and about mitigation scenarios”. Climatic Change. 157 (2): 189—219. Bibcode:2019ClCh..157..189H. doi:10.1007/s10584-019-02516-4 .
- Hodder, Patrick; Martin, Brian (2009). „Climate Crisis? The Politics of Emergency Framing”. Economic and Political Weekly. 44 (36): 53—60. ISSN 0012-9976. JSTOR 25663518.
- Holding, S.; Allen, D. M.; Foster, S.; Hsieh, A.;  . (2016). „Groundwater vulnerability on small islands”. Nature Climate Change. 6 (12): 1100—1103. Bibcode:2016NatCC...6.1100H. ISSN 1758-6798. doi:10.1038/nclimate3128.
- Joo, Gea-Jae; Kim, Ji Yoon; Do, Yuno; Lineman, Maurice (2015). „Talking about Climate Change and Global Warming”. PLOS ONE. 10 (9): e0138996. Bibcode:2015PLoSO..1038996L. ISSN 1932-6203. PMC 4587979 . PMID 26418127. doi:10.1371/journal.pone.0138996 .
- Kabir, Russell; Khan, Hafiz T. A.; Ball, Emma; Caldwell, Khan (2016). „Climate Change Impact: The Experience of the Coastal Areas of Bangladesh Affected by Cyclones Sidr and Aila”. Journal of Environmental and Public Health. 2016: 9654753. PMC 5102735 . PMID 27867400. doi:10.1155/2016/9654753 .
- Kaczan, David J.; Orgill-Meyer, Jennifer (2020). „The impact of climate change on migration: a synthesis of recent empirical insights”. Climatic Change. 158 (3): 281—300. Bibcode:2020ClCh..158..281K. S2CID 207988694. doi:10.1007/s10584-019-02560-0. Приступљено 9. 2. 2021.
- Kennedy, J. J.; Thorne, W. P.; Peterson, T. C.; Ruedy, R. A.;  . (2010).  Arndt, D. S.; Baringer, M. O.; Johnson, M. R., ур. „How do we know the world has warmed?”. Special supplement: State of the Climate in 2009. Bulletin of the American Meteorological Society. 91 (7). S26-S27. doi:10.1175/BAMS-91-7-StateoftheClimate.
- Kopp, R. E.; Hayhoe, K.; Easterling, D. R.; Hall, T.;  . (2017). „Chapter 15: Potential Surprises: Compound Extremes and Tipping Elements”. In USGCRP 2017. стр. 1—470. Архивирано из оригинала 20. 8. 2018. г.
- Kossin, J. P.; Hall, T.; Knutson, T.; Kunkel, K. E.; Trapp, R. J.; Waliser, D. E.; Wehner, M. F. (2017). „Chapter 9: Extreme Storms”. In USGCRP2017. стр. 1—470.
- Knutson, T. (2017). „Appendix C: Detection and attribution methodologies overview.”. In USGCRP2017. стр. 1—470.
- Krause, Andreas; Pugh, Thomas A. M.; Bayer, Anita D.; Li, Wei;  . (2018). „Large uncertainty in carbon uptake potential of land-based climate-change mitigation efforts”. Global Change Biology. 24 (7): 3025—3038. Bibcode:2018GCBio..24.3025K. ISSN 1365-2486. PMID 29569788. S2CID 4919937. doi:10.1111/gcb.14144.
- Kreidenweis, Ulrich; Humpenöder, Florian; Stevanović, Miodrag; Bodirsky, Benjamin Leon;  . (juli 2016). „Afforestation to mitigate climate change: impacts on food prices under consideration of albedo effects”. Environmental Research Letters. 11 (8): 085001. Bibcode:2016ERL....11h5001K. ISSN 1748-9326. doi:10.1088/1748-9326/11/8/085001.
- Kvande, H. (2014). „The Aluminum Smelting Process”. Journal of Occupational and Environmental Medicine. 56 (5 Suppl): S2—S4. PMC 4131936 . PMID 24806722. doi:10.1097/JOM.0000000000000154.
- Lapenis, Andrei G. (1998). „Arrhenius and the Intergovernmental Panel on Climate Change”. Eos. 79 (23): 271. Bibcode:1998EOSTr..79..271L. doi:10.1029/98EO00206.
- Levermann, Anders; Clark, Peter U.; Marzeion, Ben; Milne, Glenn A.;  . (2013). „The multimillennial sea-level commitment of global warming”. Proceedings of the National Academy of Sciences. 110 (34): 13745—13750. Bibcode:2013PNAS..11013745L. ISSN 0027-8424. PMC 3752235 . PMID 23858443. doi:10.1073/pnas.1219414110 .
- Lenoir, Jonathan; Bertrand, Romain; Comte, Lise; Bourgeaud, Luana;  . (2020). „Species better track climate warming in the oceans than on land”. Nature Ecology & Evolution. 4 (8): 1044—1059. ISSN 2397-334X. PMID 32451428. S2CID 218879068. doi:10.1038/s41559-020-1198-2.
- Liepert, Beate G.; Previdi, Michael (2009). „Do Models and Observations Disagree on the Rainfall Response to Global Warming?”. Journal of Climate. 22 (11): 3156—3166. Bibcode:2009JCli...22.3156L. doi:10.1175/2008JCLI2472.1.
- Liverman, Diana M. (2009). „Conventions of climate change: constructions of danger and the dispossession of the atmosphere”. Journal of Historical Geography. 35 (2): 279—296. doi:10.1016/j.jhg.2008.08.008.
- Liu, Wei; Xie, Shang-Ping; Liu, Zhengyu; Zhu, Jiang (2017). „Overlooked possibility of a collapsed Atlantic Meridional Overturning Circulation in warming climate”. Science Advances. 3 (1): e1601666. Bibcode:2017SciA....3E1666L. PMC 5217057 . PMID 28070560. doi:10.1126/sciadv.1601666.
- Mach, Katharine J.; Kraan, Caroline M.; Adger, W. Neil; Buhaug, Halvard;  . (2019). „Climate as a risk factor for armed conflict”. Nature. 571 (7764): 193—197. Bibcode:2019Natur.571..193M. ISSN 1476-4687. PMID 31189956. S2CID 186207310. doi:10.1038/s41586-019-1300-6.
- Matthews, H. Damon; Gillett, Nathan P.; Stott, Peter A.; Zickfeld, Kirsten (2009). „The proportionality of global warming to cumulative carbon emissions”. Nature. 459 (7248): 829—832. Bibcode:2009Natur.459..829M. ISSN 1476-4687. PMID 19516338. S2CID 4423773. doi:10.1038/nature08047.
- Matthews, Tom (2018). „Humid heat and climate change”. Progress in Physical Geography: Earth and Environment. 42 (3): 391—405. S2CID 134820599. doi:10.1177/0309133318776490.
- McNeill, V. Faye (2017). „Atmospheric Aerosols: Clouds, Chemistry, and Climate”. Annual Review of Chemical and Biomolecular Engineering. 8 (1): 427—444. ISSN 1947-5438. PMID 28415861. doi:10.1146/annurev-chembioeng-060816-101538.
- Melillo, J. M.; Frey, S. D.; DeAngelis, K. M.; Werner, W. J.;  . (2017). „Long-term pattern and magnitude of soil carbon feedback to the climate system in a warming world”. Science. 358 (6359): 101—105. Bibcode:2017Sci...358..101M. PMID 28983050. doi:10.1126/science.aan2874 .
- Mercure, J.-F.; Pollitt, H.; Viñuales, J. E.; Edwards, N. R.;  . (2018). „Macroeconomic impact of stranded fossil fuel assets” (PDF). Nature Climate Change. 8 (7): 588—593. Bibcode:2018NatCC...8..588M. ISSN 1758-6798. S2CID 89799744. doi:10.1038/s41558-018-0182-1.
- Mitchum, G. T.; Masters, D.; Hamlington, B. D.; Fasullo, J. T.;  . (2018). „Climate-change–driven accelerated sea-level rise detected in the altimeter era”. Proceedings of the National Academy of Sciences. 115 (9): 2022—2025. Bibcode:2018PNAS..115.2022N. ISSN 0027-8424. PMC 5834701 . PMID 29440401. doi:10.1073/pnas.1717312115 .
- National Research Council (2011). Climate Stabilization Targets: Emissions, Concentrations, and Impacts over Decades to Millennia. Washington, D.C.: National Academies Press. ISBN 978-0-309-15176-4. doi:10.17226/12877. Архивирано из оригинала 20. 7. 2010. г. Приступљено 19. 8. 2013.
- National Research Council (2011). „Causes and Consequences of Climate Change”. America's Climate Choices. Washington, D.C.: The National Academies Press. ISBN 978-0-309-14585-5. doi:10.17226/12781. Архивирано из оригинала 21. 7. 2015. г. Приступљено 28. 1. 2019.
- Neukom, Raphael; Steiger, Nathan; Gómez-Navarro, Juan José; Wang, Jianghao;  . (2019). „No evidence for globally coherent warm and cold periods over the preindustrial Common Era” (PDF). Nature. 571 (7766): 550—554. Bibcode:2019Natur.571..550N. ISSN 1476-4687. PMID 31341300. S2CID 198494930. doi:10.1038/s41586-019-1401-2.
- Neukom, Raphael; Barboza, Luis A.; Erb, Michael P.; Shi, Feng;  . (2019). „Consistent multidecadal variability in global temperature reconstructions and simulations over the Common Era”. Nature Geoscience. 12 (8): 643—649. Bibcode:2019NatGe..12..643P. ISSN 1752-0908. PMC 6675609 . PMID 31372180. doi:10.1038/s41561-019-0400-0.
- O’Neill, Saffron J.; Boykoff, Max (2010). „Climate denier, skeptic, or contrarian?”. Proceedings of the National Academy of Sciences of the United States of America. 107 (39): E151. Bibcode:2010PNAS..107E.151O. ISSN 0027-8424. PMC 2947866 . PMID 20807754. doi:10.1073/pnas.1010507107 .
- Poloczanska, Elvira S.; Brown, Christopher J.; Sydeman, William J.; Kiessling, Wolfgang;  . (2013). „Global imprint of climate change on marine life” (PDF). Nature Climate Change. 3 (10): 919—925. Bibcode:2013NatCC...3..919P. ISSN 1758-6798. doi:10.1038/nclimate1958.
- Rahmstorf, Stefan; Cazenave, Anny; Church, John A.; Hansen, James E.;  . (2007). „Recent Climate Observations Compared to Projections” (PDF). Science. 316 (5825): 709. Bibcode:2007Sci...316..709R. PMID 17272686. S2CID 34008905. doi:10.1126/science.1136843. Архивирано (PDF) из оригинала 6. 9. 2018. г.
- Ramanathan, V.; Carmichael, G. (2008). „Global and Regional Climate Changes due to Black Carbon”. Nature Geoscience. 1 (4): 221—227. Bibcode:2008NatGe...1..221R. doi:10.1038/ngeo156.
- Randel, William J.; Shine, Keith P.; Austin, John; Barnett, John;  . (2009). „An update of observed stratospheric temperature trends” (PDF). Journal of Geophysical Research. 114 (D2): D02107. Bibcode:2009JGRD..11402107R. doi:10.1029/2008JD010421 .
- Rauner, Sebastian; Bauer, Nico; Dirnaichner, Alois; Van Dingenen, Rita; Mutel, Chris; Luderer, Gunnar (2020). „Coal-exit health and environmental damage reductions outweigh economic impacts”. Nature Climate Change. 10 (4): 308—312. Bibcode:2020NatCC..10..308R. ISSN 1758-6798. S2CID 214619069. doi:10.1038/s41558-020-0728-x.
- Riahi, Keywan; van Vuuren, Detlef P.; Kriegler, Elmar; Edmonds, Jae;  . (2017). „The Shared Socioeconomic Pathways and their energy, land use, and greenhouse gas emissions implications: An overview”. Global Environmental Change. 42: 153—168. ISSN 0959-3780. doi:10.1016/j.gloenvcha.2016.05.009 .
- Rogelj, Joeri; Forster, Piers M.; Kriegler, Elmar; Smith, Christopher J.;  . (2019). „Estimating and tracking the remaining carbon budget for stringent climate targets”. Nature. 571 (7765): 335—342. Bibcode:2019Natur.571..335R. ISSN 1476-4687. PMID 31316194. S2CID 197542084. doi:10.1038/s41586-019-1368-z .
- Rogelj, Joeri; Meinshausen, Malte; Schaeffer, Michiel; Knutti, Reto; Riahi, Keywan (2015). „Impact of short-lived non-CO2 mitigation on carbon budgets for stabilizing global warming”. Environmental Research Letters. 10 (7): 1—10. Bibcode:2015ERL....10g5001R. doi:10.1088/1748-9326/10/7/075001 .
- Ruseva, Tatyana; Hedrick, Jamie; Marland, Gregg; Tovar, Henning;  . (2020). „Rethinking standards of permanence for terrestrial and coastal carbon: implications for governance and sustainability”. Current Opinion in Environmental Sustainability. 45: 69—77. ISSN 1877-3435. S2CID 229069907. doi:10.1016/j.cosust.2020.09.009.
- Samset, B. H.; Sand, M.; Smith, C. J.; Bauer, S. E.;  . (2018). „Climate Impacts From a Removal of Anthropogenic Aerosol Emissions” (PDF). Geophysical Research Letters. 45 (2): 1020—1029. Bibcode:2018GeoRL..45.1020S. ISSN 1944-8007. PMC 7427631 . PMID 32801404. doi:10.1002/2017GL076079.
- Sand, M.; Berntsen, T. K.; von Salzen, K.; Flanner, M. G.;  . (2015). „Response of Arctic temperature to changes in emissions of short-lived climate forcers”. Nature. 6 (3): 286—289. doi:10.1038/nclimate2880.
- Schmidt, Gavin A.; Ruedy, Reto A.; Miller, Ron L.; Lacis, Andy A. (2010). „Attribution of the present-day total greenhouse effect”. Journal of Geophysical Research: Atmospheres. 115 (D20): D20106. Bibcode:2010JGRD..11520106S. ISSN 2156-2202. S2CID 28195537. doi:10.1029/2010JD014287 .
- Schmidt, Gavin A.; Shindell, Drew T.; Tsigaridis, Kostas (2014). „Reconciling warming trends”. Nature Geoscience. 7 (3): 158—160. Bibcode:2014NatGe...7..158S. doi:10.1038/ngeo2105. hdl:2060/20150000726 .
- Serdeczny, Olivia; Adams, Sophie; Baarsch, Florent; Coumou, Dim;  . (2016). „Climate change impacts in Sub-Saharan Africa: from physical changes to their social repercussions” (PDF). Regional Environmental Change. 17 (6): 1585—1600. ISSN 1436-378X. S2CID 3900505. doi:10.1007/s10113-015-0910-2.
- Sutton, Rowan T.; Dong, Buwen; Gregory, Jonathan M. (2007). „Land/sea warming ratio in response to climate change: IPCC AR4 model results and comparison with observations”. Geophysical Research Letters. 34 (2): L02701. Bibcode:2007GeoRL..3402701S. doi:10.1029/2006GL028164 .
- Smale, Dan A.; Wernberg, Thomas; Oliver, Eric C. J.; Thomsen, Mads; Harvey, Ben P. (2019). „Marine heatwaves threaten global biodiversity and the provision of ecosystem services” (PDF). Nature Climate Change. 9 (4): 306—312. Bibcode:2019NatCC...9..306S. ISSN 1758-6798. S2CID 91471054. doi:10.1038/s41558-019-0412-1. Архивирано из оригинала (PDF) 8. 11. 2021. г. Приступљено 24. 12. 2021.
- Smith, Joel B.; Schneider, Stephen H.; Oppenheimer, Michael; Yohe, Gary W.;  . (2009). „Assessing dangerous climate change through an update of the Intergovernmental Panel on Climate Change (IPCC) 'reasons for concern'”. Proceedings of the National Academy of Sciences. 106 (11): 4133—4137. Bibcode:2009PNAS..106.4133S. PMC 2648893 . PMID 19251662. doi:10.1073/pnas.0812355106 .
- Smith, N.; Leiserowitz, A. (2013). „The role of emotion in global warming policy support and opposition.”. Risk Analysis. 34 (5): 937—948. PMC 4298023 . PMID 24219420. doi:10.1111/risa.12140.
- Springmann, M.; Mason-D’Croz, D.; Robinson, S.; Garnett, T.;  . (2016). „Global and regional health effects of future food production under climate change: a modelling study”. Lancet. 387 (10031): 1937—1946. PMID 26947322. S2CID 41851492. doi:10.1016/S0140-6736(15)01156-3.
- Stott, Peter A.; Kettleborough, J. A. (2002). „Origins and estimates of uncertainty in predictions of twenty-first century temperature rise”. Nature. 416 (6882): 723—726. Bibcode:2002Natur.416..723S. ISSN 1476-4687. PMID 11961551. S2CID 4326593. doi:10.1038/416723a.
- Stroeve, J.; Holland, Marika M.; Meier, Walt; Scambos, Ted;  . (2007). „Arctic sea ice decline: Faster than forecast”. Geophysical Research Letters. 34 (9): L09501. Bibcode:2007GeoRL..3409501S. doi:10.1029/2007GL029703 .
- Storelvmo, T.; Phillips, P. C. B.; Lohmann, U.; Leirvik, T.; Wild, M. (2016). „Disentangling greenhouse warming and aerosol cooling to reveal Earth's climate sensitivity” (PDF). Nature Geoscience. 9 (4): 286—289. Bibcode:2016NatGe...9..286S. ISSN 1752-0908. doi:10.1038/ngeo2670.
- Trenberth, Kevin E.; Fasullo, John T. (2016). „Insights into Earth's Energy Imbalance from Multiple Sources”. Journal of Climate. 29 (20): 7495—7505. Bibcode:2016JCli...29.7495T. OSTI 1537015. doi:10.1175/JCLI-D-16-0339.1.
- Turetsky, Merritt R.; Abbott, Benjamin W.; Jones, Miriam C.; Anthony, Katey Walter;  . (2019). „Permafrost collapse is accelerating carbon release”. Nature. 569 (7754): 32—34. Bibcode:2019Natur.569...32T. PMID 31040419. doi:10.1038/d41586-019-01313-4 .
- Turner, Monica G.; Calder, W. John; Cumming, Graeme S.; Hughes, Terry P.;  . (2020). „Climate change, ecosystems and abrupt change: science priorities”. Philosophical Transactions of the Royal Society B. 375 (1794). PMC 7017767 . PMID 31983326. doi:10.1098/rstb.2019.0105.
- Twomey, S. (1977). „The Influence of Pollution on the Shortwave Albedo of Clouds”. J. Atmos. Sci. 34 (7): 1149—1152. Bibcode:1977JAtS...34.1149T. ISSN 1520-0469. doi:10.1175/1520-0469(1977)034<1149:TIOPOT>2.0.CO;2 .
- Tyndall, John (1861). „On the Absorption and Radiation of Heat by Gases and Vapours, and on the Physical Connection of Radiation, Absorption, and Conduction” (PDF). Philosophical Magazine. 4. 22: 169—194, 273—285. Архивирано (PDF) из оригинала 26. 3. 2016. г.
- Urban, Mark C. (2015). „Accelerating extinction risk from climate change”. Science. 348 (6234): 571—573. Bibcode:2015Sci...348..571U. ISSN 0036-8075. PMID 25931559. doi:10.1126/science.aaa4984 .
- USGCRP (2009).  Karl, T. R.; Melillo, J.; Peterson, T.; Hassol, S. J., ур. Global Climate Change Impacts in the United States. Cambridge University Press. ISBN 978-0-521-14407-0. Архивирано из оригинала 6. 4. 2010. г. Приступљено 17. 4. 2010.
- USGCRP (2017).  Wuebbles, D. J.; Fahey, D. W.; Hibbard, K. A.; Dokken, D. J.;  ., ур. Climate Science Special Report: Fourth National Climate Assessment, Volume I. Washington, D.C.: U.S. Global Change Research Program. doi:10.7930/J0J964J6.
- Vandyck, T.; Keramidas, K.; Kitous, A.; Spadaro, J.;  . (2018). „Air quality co-benefits for human health and agriculture counterbalance costs to meet Paris Agreement pledges”. Nature Communications. 9 (4939): 4939. Bibcode:2018NatCo...9.4939V. PMC 6250710 . PMID 30467311. doi:10.1038/s41467-018-06885-9.
- Wuebbles, D. J.; Easterling, D. R.; Hayhoe, K.; Knutson, T.;  . (2017). „Chapter 1: Our Globally Changing Climate” (PDF). In USGCRP2017.
- Walsh, John; Wuebbles, Donald; Hayhoe, Katherine; Kossin, Kossin;  . (2014). „Appendix 3: Climate Science Supplement” (PDF). Climate Change Impacts in the United States: The Third National Climate Assessment. US National Climate Assessment. Архивирано из оригинала (PDF) 30. 12. 2021. г. Приступљено 29. 12. 2021.
- Wang, Bin; Shugart, Herman H.; Lerdau, Manuel T. (2017). „Sensitivity of global greenhouse gas budgets to tropospheric ozone pollution mediated by the biosphere”. Environmental Research Letters. 12 (8): 084001. Bibcode:2017ERL....12h4001W. ISSN 1748-9326. doi:10.1088/1748-9326/aa7885 .
- Watts, Nick; Adger, W Neil; Agnolucci, Paolo; Blackstock, Jason;  . (2015). „Health and climate change: policy responses to protect public health”. The Lancet. 386 (10006): 1861—1914. PMID 26111439. S2CID 205979317. doi:10.1016/S0140-6736(15)60854-6. hdl:10871/20783 . Архивирано из оригинала 7. 4. 2017. г.
- Watts, Nick; Amann, Markus; Arnell, Nigel; Ayeb-Karlsson, Sonja;  . (2019). „The 2019 report of The Lancet Countdown on health and climate change: ensuring that the health of a child born today is not defined by a changing climate”. The Lancet. 394 (10211): 1836—1878. ISSN 0140-6736. PMID 31733928. S2CID 207976337. doi:10.1016/S0140-6736(19)32596-6.
- Weart, Spencer (2013). „Rise of interdisciplinary research on climate”. Proceedings of the National Academy of Sciences. 110 (Supplement 1): 3657—3664. PMC 3586608 . PMID 22778431. doi:10.1073/pnas.1107482109 .
- Wild, M.; Gilgen, Hans; Roesch, Andreas; Ohmura, Atsumu;  . (2005). „From Dimming to Brightening: Decadal Changes in Solar Radiation at Earth's Surface”. Science. 308 (5723): 847—850. Bibcode:2005Sci...308..847W. PMID 15879214. S2CID 13124021. doi:10.1126/science.1103215.
- Williams, Richard G; Ceppi, Paulo; Katavouta, Anna (2020). „Controls of the transient climate response to emissions by physical feedbacks, heat uptake and carbon cycling”. Environmental Research Letters. 15 (9): 0940c1. Bibcode:2020ERL....15i40c1W. doi:10.1088/1748-9326/ab97c9 .
- Wolff, Eric W.; Shepherd, John G.; Shuckburgh, Emily; Watson, Andrew J. (2015). „Feedbacks on climate in the Earth system: introduction”. Philosophical Transactions of the Royal Society A: Mathematical, Physical and Engineering Sciences. 373 (2054): 20140428. Bibcode:2015RSPTA.37340428W. PMC 4608041 . PMID 26438277. doi:10.1098/rsta.2014.0428.
- Zeng, Ning; Yoon, Jinho (2009). „Expansion of the world's deserts due to vegetation-albedo feedback under global warming”. Geophysical Research Letters. 36 (17): L17401. Bibcode:2009GeoRL..3617401Z. ISSN 1944-8007. S2CID 1708267. doi:10.1029/2009GL039699.
- Zhang, Jinlun; Lindsay, Ron; Steele, Mike; Schweiger, Axel (2008). „What drove the dramatic arctic sea ice retreat during summer 2007?”. Geophysical Research Letters. 35 (11): 1—5. Bibcode:2008GeoRL..3511505Z. S2CID 9387303. doi:10.1029/2008gl034005 .
- Zhao, C.; Liu, B.;  . (2017). „Temperature increase reduces global yields of major crops in four independent estimates”. Proceedings of the National Academy of Sciences. 114 (35): 9326—9331. PMC 5584412 . PMID 28811375. doi:10.1073/pnas.1701762114 .

### Књиге, извештаји и правни документи
- Archer, David; Pierrehumbert, Raymond (2013). The Warming Papers: The Scientific Foundation for the Climate Change Forecast. John Wiley & Sons. ISBN 978-1-118-68733-8.
- Climate Focus (decembar 2015). „The Paris Agreement: Summary. Climate Focus Client Brief on the Paris Agreement III” (PDF). Архивирано (PDF) из оригинала 5. 10. 2018. г. Приступљено 12. 4. 2019.
- Clark, P. U.; Weaver, A. J.; Brook, E.; Cook, E. R.;  . (decembar 2008). „Executive Summary”. Abrupt Climate Change. A Report by the U.S. Climate Change Science Program and the Subcommittee on Global Change Research. Reston, VA: U.S. Geological Survey. Архивирано из оригинала 4. 5. 2013. г.
- Conceição;  . (2020). Human Development Report 2020 The Next Frontier: Human Development and the Anthropocene (PDF) (Извештај). United Nations Development Programme. Приступљено 9. 1. 2021.
- DeFries, Ruth; Edenhofer, Ottmar; Halliday, Alex; Heal, Geoffrey;  . (septembar 2019). The missing economic risks in assessments of climate change impacts (PDF) (Извештај). Grantham Research Institute on Climate Change and the Environment, London School of Economics and Political Science.
- Dessai, Suraje (2001). „The climate regime from The Hague to Marrakech: Saving or sinking the Kyoto Protocol?” (PDF). Tyndall Centre Working Paper 12. Tyndall Centre. Архивирано из оригинала (PDF) 10. 6. 2012. г. Приступљено 5. 5. 2010.
- Dunlap, Riley E.; McCright, Aaron M. (2011). „Chapter 10: Organized climate change denial”.  Ур.: Dryzek, John S.; Norgaard, Richard B.; Schlosberg, David. The Oxford Handbook of Climate Change and Society. Oxford University Press. стр. 144–160. ISBN 978-0-19-956660-0.
- Dunlap, Riley E.; McCright, Aaron M. (2015). „Chapter 10: Challenging Climate Change: The Denial Countermovement”.  Ур.: Dunlap, Riley E.; Brulle, Robert J. Climate Change and Society: Sociological Perspectives. Oxford University Press. стр. 300—332. ISBN 978-0199356119.
- Eltokhy, Khaled; Funke, Katja; Huang, Guohua; Kim, Yujin; Zinabou, Genet (29. 10. 2021). „Monitoring the Climate Impact of Fiscal Policy – Lessons from Tracking the COVID-19 Response”. IMF Working Papers (на језику: енглески). 2021 (259): 1. doi:10.5089/9781589067769.001.
- European Commission (28. 11. 2018). In-depth analysis accompanying the Commission Communication COM(2018) 773: A Clean Planet for all – A European strategic long-term vision for a prosperous, modern, competitive and climate neutral economy (PDF) (Извештај). Brussels. стр. 188.
- Flavell, Alex (2014). IOM outlook on migration, environment and climate change (PDF) (Извештај). Geneva, Switzerland: International Organization for Migration (IOM). ISBN 978-92-9068-703-0. OCLC 913058074.
- Fleming, James Rodger (2007). The Callendar Effect: the life and work of Guy Stewart Callendar (1898–1964). Boston: American Meteorological Society. ISBN 978-1-878220-76-9.
- Fletcher, Charles (2019). Climate change : what the science tells us. Hoboken, NJ: John Wiley & Sons, Inc. ISBN 978-1-118-79306-0. OCLC 1048028378.
- Academia Brasileira de Ciéncias (Brazil); Royal Society of Canada; Chinese Academy of Sciences; Académie des Sciences (France); Deutsche Akademie der Naturforscher Leopoldina (Germany); Indian National Science Academy; Accademia Nazionale dei Lincei (Italy); Science Council of Japan, Academia Mexicana de Ciencias; Russian Academy of Sciences; Academy of Science of South Africa; Royal Society (United Kingdom); National Academy of Sciences (United States of America) (maj 2009). „G8+5 Academies' joint statement: Climate change and the transformation of energy technologies for a low carbon future” (PDF). The National Academies of Sciences, Engineering, and Medicine. Архивирано (PDF) из оригинала 15. 2. 2010. г. Приступљено 5. 5. 2010.
- Flynn, C.; Yamasumi, E.; Fisher, S.; Snow, D.;  . (januar 2021). Peoples' Climate Vote (PDF) (Извештај). UNDP and University of Oxford. Приступљено 5. 8. 2021.
- Global Methane Initiative (2020). Global Methane Emissions and Mitigation Opportunities (PDF) (Извештај). Global Methane Initiative.
- Haywood, Jim (2016). „Chapter 27 – Atmospheric Aerosols and Their Role in Climate Change”.  Ур.: Letcher, Trevor M. Climate Change: Observed Impacts on Planet Earth. Elsevier. ISBN 978-0-444-63524-2.
- IEA (novembar 2020). Renewables 2020 Analysis and forecast to 2025 (Извештај). Приступљено 27. 4. 2021.
- IEA (decembar 2020). „Covid-19 and energy efficiency”. Energy Efficiency 2020 (Извештај). Paris, France. Приступљено 6. 4. 2021.
- Bridle, Richard; Sharma, Shruti; Mostafa, Mostafa; Geddes, Anna (juni 2019). Fossil Fuel to Clean Energy Subsidy Swaps (PDF) (Извештај).
- Krogstrup, Signe; Oman, William (4. 9. 2019). Macroeconomic and Financial Policies for Climate Change Mitigation: A Review of the Literature (PDF). IMF working papers. ISBN 978-1-5135-1195-5. ISSN 1018-5941. S2CID 203245445. doi:10.5089/9781513511955.001.
- Leiserowitz, A.; Carman, J.; Buttermore, N.; Wang, X.;  . (2021). International Public Opinion on Climate Change (PDF) (Извештај). New Haven, CT: Yale Program on Climate Change Communication and Facebook Data for Good. Приступљено 5. 8. 2021.
- Meinshausen, Malte (2019). „Implications of the Developed Scenarios for Climate Change”.  Ур.: Teske, Sven. Achieving the Paris Climate Agreement Goals. Achieving the Paris Climate Agreement Goals: Global and Regional 100% Renewable Energy Scenarios with Non-energy GHG Pathways for +1.5 °C and +2 °C. Springer International Publishing. стр. 459—469. ISBN 978-3-030-05843-2. S2CID 133868222. doi:10.1007/978-3-030-05843-2_12.
- Millar, Neville; Doll, Julie; Robertson, G. (novembar 2014). Management of nitrogen fertilizer to reduce nitrous oxide (N2O) emissions from field crops (PDF) (Извештај). Michigan State University.
- Miller, J.; Du, L.; Kodjak, D. (2017). Impacts of World-Class Vehicle Efficiency and Emissions Regulations in Select G20 Countries (PDF) (Извештај). Washington, D.C.: The International Council on Clean Transportation.
- Müller, Benito (februar 2010). Copenhagen 2009: Failure or final wake-up call for our leaders? EV 49 (PDF). Oxford Institute for Energy Studies. стр. i. ISBN 978-1-907555-04-6. Архивирано (PDF) из оригинала 10. 7. 2017. г. Приступљено 18. 5. 2010.
- National Research Council (2008). Understanding and responding to climate change: Highlights of National Academies Reports, 2008 edition, produced by the US National Research Council (US NRC) (Извештај). Washington, D.C.: National Academy of Sciences. Архивирано из оригинала 4. 3. 2016. г. Приступљено 14. 1. 2016.
- National Research Council (2012). Climate Change: Evidence, Impacts, and Choices (PDF) (Извештај). Архивирано (PDF) из оригинала 20. 2. 2013. г. Приступљено 9. 9. 2017.
- Newell, Peter (14. 12. 2006). Climate for Change: Non-State Actors and the Global Politics of the Greenhouse. Cambridge University Press. ISBN 978-0-521-02123-4. Приступљено 30. 7. 2018.
- NOAA. „January 2017 analysis from NOAA: Global and Regional Sea Level Rise Scenarios for the United States” (PDF). Архивирано (PDF) из оригинала 18. 12. 2017. г. Приступљено 7. 2. 2019.
- NRC (2008). „Understanding and Responding to Climate Change” (PDF). Board on Atmospheric Sciences and Climate, US National Academy of Sciences. Архивирано (PDF) из оригинала 11. 10. 2017. г. Приступљено 9. 11. 2010.
- Olivier, J. G. J.; Peters, J. A. H. W. (2019). Trends in global CO2 and total greenhouse gas emissions (PDF). The Hague: PBL Netherlands Environmental Assessment Agency.
- Oreskes, Naomi (2007). „The scientific consensus on climate change: How do we know we're not wrong?”.  Ур.: DiMento, Joseph F. C.; Doughman, Pamela M. Climate Change: What It Means for Us, Our Children, and Our Grandchildren. The MIT Press. ISBN 978-0-262-54193-0.
- Oreskes, Naomi; Conway, Erik (2010). Merchants of Doubt: How a Handful of Scientists Obscured the Truth on Issues from Tobacco Smoke to Global Warming (first изд.). Bloomsbury Press. ISBN 978-1-59691-610-4.
- Pew Research Center (novembar 2015). Global Concern about Climate Change, Broad Support for Limiting Emissions (PDF) (Извештај). Приступљено 5. 8. 2021.
- REN21 (2020). Renewables 2020 Global Status Report (PDF). Paris: REN21 Secretariat. ISBN 978-3-948393-00-7.
- Royal Society (13. 4. 2005). Economic Affairs – Written Evidence. The Economics of Climate Change, the Second Report of the 2005–2006 session, produced by the UK Parliament House of Lords Economics Affairs Select Committee. UK Parliament. Архивирано из оригинала 13. 11. 2011. г. Приступљено 9. 7. 2011.
- Setzer, Joana; Byrnes, Rebecca (juli 2019). Global trends in climate change litigation: 2019 snapshot (PDF). London: the Grantham Research Institute on Climate Change and the Environment and the Centre for Climate Change Economics and Policy.
- Steinberg, D.; Bielen, D.;  . (juli 2017). Electrification & Decarbonization: Exploring U.S. Energy Use and Greenhouse Gas Emissions in Scenarios with Widespread Electrification and Power Sector Decarbonization (PDF) (Извештај). Golden, Colorado: National Renewable Energy Laboratory.
- Teske, Sven, ур. (2019). „Executive Summary” (PDF). Achieving the Paris Climate Agreement Goals: Global and Regional 100% Renewable Energy Scenarios with Non-energy GHG Pathways for +1.5 °C and +2 °C. Springer International Publishing. стр. xiii—xxxv. ISBN 978-3-030-05843-2. S2CID 198078901. doi:10.1007/978-3-030-05843-2.
- Teske, Sven; Nagrath, Kriti; Morris, Tom; Dooley, Kate (2019). „Renewable Energy Resource Assessment”.  Ур.: Teske, Sven. Achieving the Paris Climate Agreement Goals. Achieving the Paris Climate Agreement Goals: Global and Regional 100% Renewable Energy Scenarios with Non-energy GHG Pathways for +1.5 °C and +2 °C. Springer International Publishing. стр. 161—173. ISBN 978-3-030-05843-2. S2CID 134370729. doi:10.1007/978-3-030-05843-2_7. hdl:10453/139583.
- Teske, Sven (2019). „Trajectories for a Just Transition of the Fossil Fuel Industry”.  Ур.: Teske, Sven. Achieving the Paris Climate Agreement Goals. Achieving the Paris Climate Agreement Goals: Global and Regional 100% Renewable Energy Scenarios with Non-energy GHG Pathways for +1.5 °C and +2 °C. Springer International Publishing. стр. 403—411. ISBN 978-3-030-05843-2. S2CID 133961910. doi:10.1007/978-3-030-05843-2_9. hdl:10453/139584.
- UN FAO (2016). Global Forest Resources Assessment 2015. How are the world's forests changing? (PDF) (Извештај). Food and Agriculture Organization of the United Nations. ISBN 978-92-5-109283-5. Приступљено 1. 12. 2019.
- United Nations Environment Programme (2019). Emissions Gap Report 2019 (PDF). Nairobi. ISBN 978-92-807-3766-0.
- United Nations Environment Programme (2021). Emissions Gap Report 2021 (PDF). Nairobi. ISBN 978-92-807-3890-2.
- UNEP (2018). The Adaptation Gap Report 2018. Nairobi, Kenya: United Nations Environment Programme (UNEP). ISBN 978-92-807-3728-8.
- UNFCCC (1992). United Nations Framework Convention on Climate Change (PDF).
- UNFCCC (1997). „Kyoto Protocol to the United Nations Framework Convention on Climate Change”. United Nations.
- UNFCCC (30. 3. 2010). „Decision 2/CP.15: Copenhagen Accord”. Report of the Conference of the Parties on its fifteenth session, held in Copenhagen from 7 to 19 December 2009. United Nations Framework Convention on Climate Change. FCCC/CP/2009/11/Add.1. Архивирано из оригинала 30. 4. 2010. г. Приступљено 17. 5. 2010.
- UNFCCC (2015). „Paris Agreement” (PDF). United Nations Framework Convention on Climate Change.
- UNFCCC (26. 2. 2021). Nationally determined contributions under the Paris Agreement Synthesis report by the secretariat (PDF) (Извештај). United Nations Framework Convention on Climate Change.
- Park, Susin (maj 2011). „Climate Change and the Risk of Statelessness: The Situation of Low-lying Island States” (PDF). United Nations High Commissioner for Refugees. Архивирано (PDF) из оригинала 2. 5. 2013. г. Приступљено 13. 4. 2012.
- United States Environmental Protection Agency (2016). Methane and Black Carbon Impacts on the Arctic: Communicating the Science (Извештај). Архивирано из оригинала 6. 9. 2017. г. Приступљено 27. 2. 2019.
- Van Oldenborgh, Geert-Jan; Philip, Sjoukje; Kew, Sarah; Vautard, Robert;  . (2019). „Human contribution to the record-breaking June 2019 heat wave in France”. Semantic Scholar. S2CID 199454488.
- State and Trends of Carbon Pricing 2019 (PDF) (Извештај). Washington, D.C.: World Bank. juni 2019. doi:10.1596/978-1-4648-1435-8. hdl:10986/29687 .
- World Health Organization (2014). Quantitative risk assessment of the effects of climate change on selected causes of death, 2030s and 2050s (PDF) (Извештај). Geneva, Switzerland. ISBN 978-92-4-150769-1.
- World Health Organization (2016). Ambient air pollution: a global assessment of exposure and burden of disease (Извештај). Geneva, Switzerland. ISBN 978-92-4-1511353.
- World Health Organization (2018). COP24 Special Report Health and Climate Change (PDF). Geneva. ISBN 978-92-4-151497-2.
- World Meteorological Organization (2021). WMO Statement on the State of the Global Climate in 2020. WMO-No. 1264. Geneva. ISBN 978-92-63-11264-4. Архивирано из оригинала 19. 04. 2021. г. Приступљено 29. 12. 2021.
- Hallegatte, Stephane; Bangalore, Mook; Bonzanigo, Laura; Fay, Marianne;  . (2016). Shock Waves : Managing the Impacts of Climate Change on Poverty. Climate Change and Development (PDF). Washington, D.C.: World Bank. ISBN 978-1-4648-0674-2. doi:10.1596/978-1-4648-0673-5. hdl:10986/22787.
- World Resources Institute (decembar 2019). Creating a Sustainable Food Future: A Menu of Solutions to Feed Nearly 10 Billion People by 2050 (PDF). Washington, D.C. ISBN 978-1-56973-953-2.

### Нетехнички извори
- American Institute of Physics
  - Weart, Spencer (oktobar 2008). The Discovery of Global Warming (2nd изд.). Cambridge, MA: Harvard University Press. ISBN 978-0-674-03189-0. Архивирано из оригинала 18. 11. 2016. г. Приступљено 16. 6. 2020.
  - Weart, Spencer (februar 2019). The Discovery of Global Warming (online изд.). Архивирано из оригинала 18. 6. 2020. г. Приступљено 19. 6. 2020.
    - Weart, Spencer (januar 2020). „The Carbon Dioxide Greenhouse Effect”. The Discovery of Global Warming. American Institute of Physics. Архивирано из оригинала 11. 11. 2016. г. Приступљено 19. 6. 2020.
    - Weart, Spencer (januar 2020). „The Public and Climate Change”. The Discovery of Global Warming. American Institute of Physics. Архивирано из оригинала 11. 11. 2016. г. Приступљено 19. 6. 2020.
      - Weart, Spencer (januar 2020). „The Public and Climate Change: Suspicions of a Human-Caused Greenhouse (1956–1969)”. The Discovery of Global Warming. American Institute of Physics. Архивирано из оригинала 11. 11. 2016. г. Приступљено 19. 6. 2020.

    - Weart, Spencer (januar 2020). „The Public and Climate Change (cont. – since 1980)”. The Discovery of Global warming. American Institute of Physics. Архивирано из оригинала 11. 11. 2016. г. Приступљено 19. 6. 2020.
      - Weart, Spencer (januar 2020). „The Public and Climate Change: The Summer of 1988”. The Discovery of Global Warming. American Institute of Physics. Архивирано из оригинала 11. 11. 2016. г. Приступљено 19. 6. 2020.
- Associated Press
  - Colford, Paul (22. 9. 2015). „An addition to AP Stylebook entry on global warming”. AP Style Blog. Приступљено 6. 11. 2019.
- BBC
  - „UK Parliament declares climate change emergency”. BBC. 1. 5. 2019. Приступљено 30. 6. 2019.
  - Rigby, Sara (3. 2. 2020). „Climate change: should we change the terminology?”. BBC Science Focus Magazine. Приступљено 24. 3. 2020.
- Bulletin of the Atomic Scientists
  - Stover, Dawn (23. 9. 2014). „The global warming 'hiatus'”. Bulletin of the Atomic Scientists. Архивирано из оригинала 11. 7. 2020. г.
- Carbon Brief
  - Yeo, Sophie (4. 1. 2017). „Clean energy: The challenge of achieving a 'just transition' for workers”. Carbon Brief. Приступљено 18. 5. 2020.
  - McSweeney, Robert M.; Hausfather, Zeke (15. 1. 2018). „Q&A: How do climate models work?”. Carbon Brief. Архивирано из оригинала 5. 3. 2019. г. Приступљено 2. 3. 2019.
  - Hausfather, Zeke (19. 4. 2018). „Explainer: How 'Shared Socioeconomic Pathways' explore future climate change”. Carbon Brief. Приступљено 20. 7. 2019.
  - Hausfather, Zeke (8. 10. 2018). „Analysis: Why the IPCC 1.5C report expanded the carbon budget”. Carbon Brief. Приступљено 28. 7. 2020.
  - Dunne, Daisy; Gabbatiss, Josh; Mcsweeny, Robert (7. 1. 2020). „Media reaction: Australia's bushfires and climate change”. Carbon Brief. Приступљено 11. 1. 2020.
- Deutsche Welle
  - Ruiz, Irene Banos (22. 6. 2019). „Climate Action: Can We Change the Climate From the Grassroots Up?”. Ecowatch. Deutsche Welle. Архивирано из оригинала 23. 6. 2019. г. Приступљено 23. 6. 2019.
- EPA
  - „Myths vs. Facts: Denial of Petitions for Reconsideration of the Endangerment and Cause or Contribute Findings for Greenhouse Gases under Section 202(a) of the Clean Air Act”. U.S. Environmental Protection Agency. 25. 8. 2016. Приступљено 7. 8. 2017.
  - US EPA (13. 9. 2019). „Global Greenhouse Gas Emissions Data”. Архивирано из оригинала 18. 2. 2020. г. Приступљено 8. 8. 2020.
  - US EPA (15. 9. 2020). „Overview of Greenhouse Gases”. Приступљено 15. 9. 2020.
- EUobserver
  - „Copenhagen failure 'disappointing', 'shameful'”. euobserver.com. 20. 12. 2009. Архивирано из оригинала 12. 4. 2019. г. Приступљено 12. 4. 2019.
- European Parliament
  - Ciucci, M. (februar 2020). „Renewable Energy”. European Parliament. Приступљено 3. 6. 2020.
- The Guardian
  - Nuccitelli, Dana (26. 1. 2015). „Climate change could impact the poor much more than previously thought”. The Guardian. Архивирано из оригинала 28. 12. 2016. г.
  - Carrington, Damian (19. 3. 2019). „School climate strikes: 1.4 million people took part, say campaigners”. The Guardian. Архивирано из оригинала 20. 3. 2019. г. Приступљено 12. 4. 2019.
  - Carrington, Damian (17. 5. 2019). „Why the Guardian is changing the language it uses about the environment”. The Guardian. Приступљено 20. 5. 2019.
  - Rankin, Jennifer (28. 11. 2019). „'Our house is on fire': EU parliament declares climate emergency”. The Guardian. ISSN 0261-3077. Приступљено 28. 11. 2019.Too risky
  - Watts, Jonathan (19. 2. 2020). „Oil and gas firms 'have had far worse climate impact than thought'”. The Guardian.
  - Carrington, Damian (6. 4. 2020). „New renewable energy capacity hit record levels in 2019”. The Guardian. Приступљено 25. 5. 2020.
  - McCurry, Justin (28. 10. 2020). „South Korea vows to go carbon neutral by 2050 to fight climate emergency”. The Guardian. Приступљено 6. 12. 2020.
- NASA
  - „Arctic amplification”. NASA. 2013. Архивирано из оригинала 31. 7. 2018. г.
  - Carlowicz, Michael (12. 9. 2018). „Watery heatwave cooks the Gulf of Maine”. NASA's Earth Observatory.
  - Conway, Erik M. (5. 12. 2008). „What's in a Name? Global Warming vs. Climate Change”. NASA. Архивирано из оригинала 9. 8. 2010. г.
  - „Responding to Climate Change”. NASA. 21. 12. 2020. Архивирано из оригинала 4. 1. 2021. г.
  - Riebeek, H. (16. 6. 2011). „The Carbon Cycle: Feature Articles: Effects of Changing the Carbon Cycle”. Earth Observatory, part of the EOS Project Science Office located at NASA Goddard Space Flight Center. Архивирано из оригинала 6. 2. 2013. г. Приступљено 4. 2. 2013.
  - „Scientific Consensus: Earth's Climate is Warming”. NASA. 21. 12. 2020. Архивирано из оригинала 4. 1. 2021. г.
  - Shaftel, Holly (januar 2016). „What's in a name? Weather, global warming and climate change”. NASA Climate Change: Vital Signs of the Planet. Архивирано из оригинала 28. 9. 2018. г. Приступљено 12. 10. 2018.
  - Shaftel, Holly; Jackson, Randal; Callery, Susan; Bailey, Daniel, ур. (7. 7. 2020). „Overview: Weather, Global Warming and Climate Change”. Climate Change: Vital Signs of the Planet. Приступљено 14. 7. 2020.
- National Conference of State Legislators
  - „State Renewable Portfolio Standards and Goals”. National Conference of State Legislators. 17. 4. 2020. Приступљено 3. 6. 2020.
- National Geographic
  - Welch, Craig (13. 8. 2019). „Arctic permafrost is thawing fast. That affects us all.”. National Geographic. Приступљено 25. 8. 2019.
- National Science Digital Library
  - Fleming, James R. (17. 3. 2008). „Climate Change and Anthropogenic Greenhouse Warming: A Selection of Key Articles, 1824–1995, with Interpretive Essays”. National Science Digital Library Project Archive PALE:ClassicArticles. Приступљено 7. 10. 2019.
- Natural Resources Defense Council
  - „What Is the Clean Power Plan?”. Natural Resources Defense Council. 29. 9. 2017. Приступљено 3. 8. 2020.
- Nature
  - Crucifix, Michel (2016). „Earth's narrow escape from a big freeze”. Nature. 529 (7585): 162—163. ISSN 1476-4687. PMID 26762453. doi:10.1038/529162a .
- The New York Times
  - Rudd, Kevin (25. 5. 2015). „Paris Can't Be Another Copenhagen”. The New York Times. Архивирано из оригинала 3. 2. 2018. г. Приступљено 26. 5. 2015.
- NOAA
  - NOAA (10. 7. 2011). „Polar Opposites: the Arctic and Antarctic”. Архивирано из оригинала 22. 2. 2019. г. Приступљено 20. 2. 2019.
  - NOAA (17. 6. 2015). „What's the difference between global warming and climate change?”. Архивирано из оригинала 1. 1. 2021. г. Приступљено 9. 1. 2021.
  - Huddleston, Amara (17. 7. 2019). „Happy 200th birthday to Eunice Foote, hidden climate science pioneer”. NOAA Climate.gov. Приступљено 8. 10. 2019.
- Our World in Data
  - Ritchie, Hannah; Roser, Max (15. 1. 2018). „Land Use”. Our World in Data. Приступљено 1. 12. 2019.
  - Ritchie, Hannah (2019). „Renewable Energy”. Our World in Data. Приступљено 31. 7. 2020.
  - Ritchie, Hannah (18. 9. 2020). „Sector by sector: where do global greenhouse gas emissions come from?”. Our World in Data. Приступљено 28. 10. 2020.
- Oxford Languages
  - „Word of the Year 2019”. Oxford Languages (Саопштење). Oxford University Press. 21. 11. 2019. Приступљено 1. 11. 2021.
- Pew Research Center
  - Pew Research Center (16. 10. 2020). „Many globally are as concerned about climate change as about the spread of infectious diseases”. Приступљено 19. 8. 2021.
- Politico
  - Tamma, Paola; Schaart, Eline; Gurzu, Anca (11. 12. 2019). „Europe's Green Deal plan unveiled”. Politico. Приступљено 29. 12. 2019.
- RIVM
  - Documentary Sea Blind (Dutch Television) (на језику: холандски). RIVM: Netherlands National Institute for Public Health and the Environment. 11. 10. 2016. Архивирано из оригинала 17. 8. 2018. г. Приступљено 26. 2. 2019.
- Salon
  - Leopold, Evelyn (25. 9. 2019). „How leaders planned to avert climate catastrophe at the UN (while Trump hung out in the basement)”. Salon. Приступљено 20. 11. 2019.
- ScienceBlogs
  - Gleick, Peter (7. 1. 2017). „Statements on Climate Change from Major Scientific Academies, Societies, and Associations (January 2017 update)”. ScienceBlogs. Приступљено 2. 4. 2020.
- Scientific American
  - Ogburn, Stephanie Paige (29. 4. 2014). „Indian Monsoons Are Becoming More Extreme”. Scientific American. Архивирано из оригинала 22. 6. 2018. г.
- Smithsonian
  - Wing, Scott L. (29. 6. 2016). „Studying the Climate of the Past Is Essential for Preparing for Today's Rapidly Changing Climate”. Smithsonian. Приступљено 8. 11. 2019.
- The Sustainability Consortium
  - „One-Fourth of Global Forest Loss Permanent: Deforestation Is Not Slowing Down”. The Sustainability Consortium. 13. 9. 2018. Приступљено 1. 12. 2019.
- UN Environment
  - „Curbing environmentally unsafe, irregular and disorderly migration”. UN Environment. 25. 10. 2018. Архивирано из оригинала 18. 4. 2019. г. Приступљено 18. 4. 2019.
- UNFCCC
  - „What are United Nations Climate Change Conferences?”. UNFCCC. Архивирано из оригинала 12. 5. 2019. г. Приступљено 12. 5. 2019.
  - „What is the United Nations Framework Convention on Climate Change?”. UNFCCC.
- Union of Concerned Scientists
  - „Carbon Pricing 101”. Union of Concerned Scientists. 8. 1. 2017. Приступљено 15. 5. 2020.
- USA Today
  - Rice, Doyle (21. 11. 2019). „'Climate emergency' is Oxford Dictionary's word of the year”. USA Today. Приступљено 3. 12. 2019.
- Vice
  - Segalov, Michael (2. 5. 2019). „The UK Has Declared a Climate Emergency: What Now?”. Vice. Приступљено 30. 6. 2019.
- The Verge
  - Calma, Justine (27. 12. 2019). „2019 was the year of 'climate emergency' declarations”. The Verge. Приступљено 28. 3. 2020.
- Vox
  - Roberts, D. (20. 9. 2019). „Getting to 100% renewables requires cheap energy storage. But how cheap?”. Vox. Приступљено 28. 5. 2020.
- World Health Organization
  - „WHO calls for urgent action to protect health from climate change – Sign the call”. World Health Organization. novembar 2015. Архивирано из оригинала 3. 1. 2021. г. Приступљено 2. 9. 2020.
- World Resources Institute
  - Butler, Rhett A. (31. 3. 2021). „Global forest loss increases in 2020”. Mongabay. Архивирано из оригинала 1. 4. 2021. г. ● Mongabay graphing WRI data from „Forest Loss / How much tree cover is lost globally each year?”. research.WRI.org. World Resources Institute — Global Forest Review. januar 2021. Архивирано из оригинала 10. 3. 2021. г.
  - Levin, Kelly (8. 8. 2019). „How Effective Is Land At Removing Carbon Pollution? The IPCC Weighs In”. World Resources institute. Приступљено 15. 5. 2020.
  - Seymour, Frances; Gibbs, David (8. 12. 2019). „Forests in the IPCC Special Report on Land Use: 7 Things to Know”. World Resources Institute.
- Yale Climate Connections
  - Peach, Sara (2. 11. 2010). „Yale Researcher Anthony Leiserowitz on Studying, Communicating with American Public”. Yale Climate Connections. Архивирано из оригинала 7. 2. 2019. г. Приступљено 30. 7. 2018.